# UFO

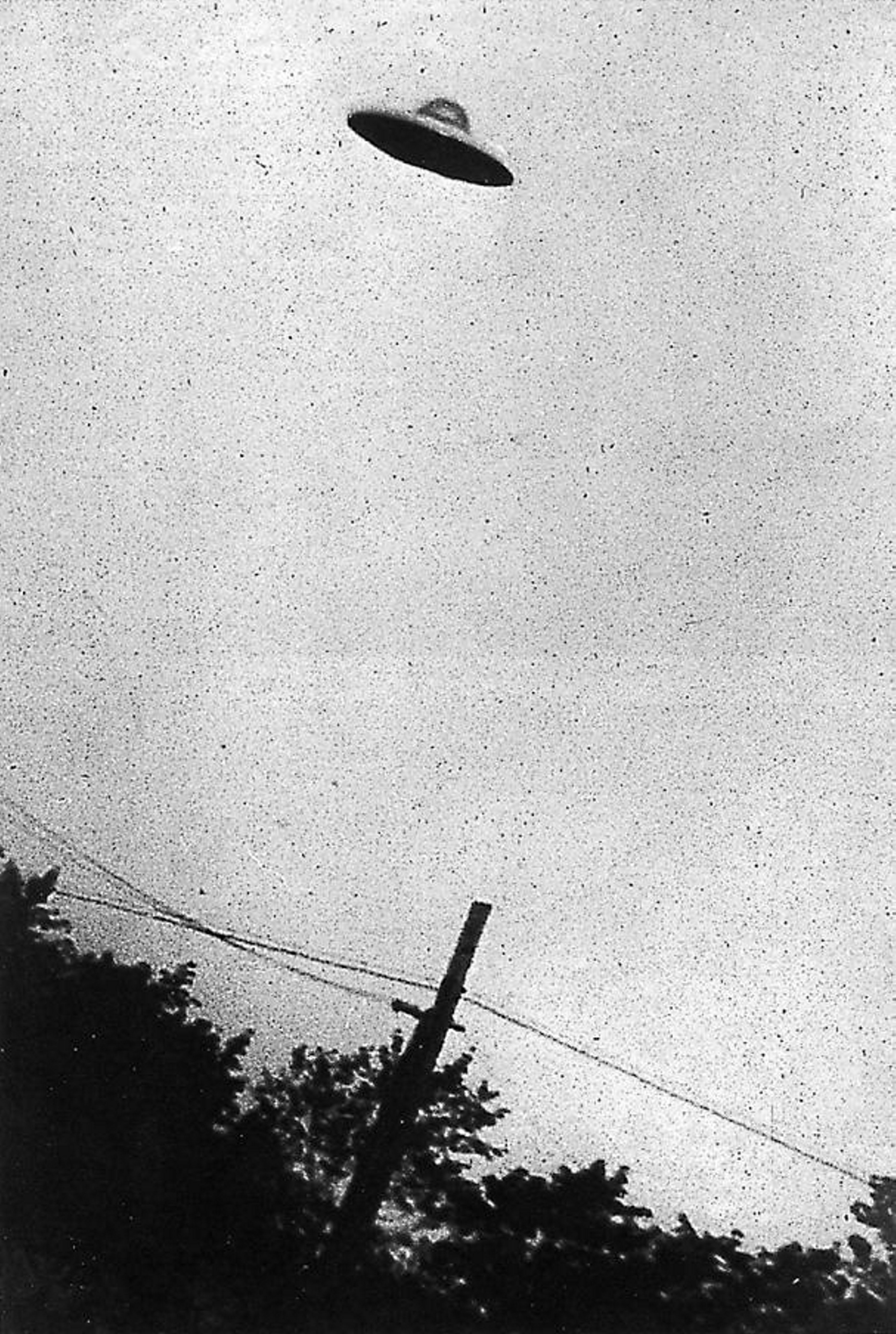
Presunto UFO fotografato a Passaic nel New Jersey, il 31 luglio 1952

UFO è l'acronimo inglese di unidentified flying object (oggetto volante non identifcato - OVNI) coniato nel 1952 dalla USAF (United States Air Force), per indicare gli eventuali oggetti volanti avvistati, privi di un riconoscimento, nonostante le verifiche degli esperti.
Il termine UFO è poi stato usato anche in modo più generico e da chiunque, indicando qualsiasi avvistamento di oggetti volanti e/o di fenomeni aerei, anche senza le verifiche degli esperti, perdendo in parte il significato di origine e generalizzandolo in oggetto volante sconosciuto (unknown flying object). 
La segnalazione del 24 giugno 1947, fatta dal pilota statunitense Kenneth Arnold, ha dato origine al termine popolare "disco volante" e dopo questo primo avvistamento che fu ampiamente pubblicizzato negli Stati Uniti, le segnalazioni di UFO si moltiplicarono nel mondo. Addirittura, gli UFO sono spesso automaticamente collegati agli extraterrestri, anche senza reali avvistamenti o in totale assenza di prove. 
Così, in campo più tecnico e scientifico, si usa più propriamente l'acronimo UAP (unidentified aerial phenomena o unidentified anomalous phenomena), fenomeni aerei non identificati (FANI) o fenomeni anomali non identificati, con il termine "phenomena" che intende e comprende i significati: eventi, avvenimenti, situazioni, circostanze, esperienze, casi, incidenti, episodi, ecc. 
Nel 2021, il Pentagono (Dipartimento della Difesa), la UAPTF (UAP Task Force) e le Forze Militari USA, hanno comunicato a più riprese che gli oltre 144 avvistamenti effettuati dal loro personale, negli anni dal 2004 al 2021, sono reali, di natura sconosciuta e non identificabili come tecnologia militare esistente. Grazie al Freedom of Information Act, l'interrogazione alla CIA da parte di politici governativi, ha dato il resoconto del 25 giugno 2021, redatto in due rapporti ufficiali, uno pubblico, breve e declassificato, e l'altro più esaustivo, ma segretato perché comprende informazioni militari. 
Gli avvistamenti risolti, qualificati come fenomeni spiegabili, rientrano nelle 4 categorie:
1. disordine aereo – come aeromobili non segnalati, false segnalazioni o errori di sensori, ecc.
2. fenomeni atmosferici – come cristalli di ghiaccio, anomalie termiche, meteoriti, volatili, fulmini globulari, ecc.
3. tecnologia industriale – come programmi di sviluppo da parte di aziende private, palloni meteo, droni, ecc.
4. sistemi nemici – come tecnologie straniere di governi antagonisti agli Stati Uniti, ecc.

Gli altri restano categorizzati come quinta categoria altro (other), all'interno dei quali in 80 casi (su 144) si tratta di oggetti fisici reali con capacità tecnologica di volo non convenzionale, con prestazioni aerodinamiche che mettono in discussione le leggi della fisica, rilevati sia dal personale militare che da più piattaforme di sensori contemporaneamente (ad esempio, da radar di terra, su navi, veicoli e velivoli, e da tracce radio-trasmesse); questi fenomeni restano inspiegati (per questo denominati UAP) e i vertici del UAPTF possono unicamente escludere che si tratti di tecnologia statunitense o di nazioni straniere/avversarie, fino ad ulteriori studi specifici (in quanto viene da loro affermato nel rapporto che non esistono in possesso dei militari strumenti specifici adatti allo studio di avvistamenti UAP) ribadiscono nel rapporto che questi avvistamenti sono un concreto rischio ai voli aerei e una minaccia reale alla sicurezza nazionale, e questo è tutto ciò che sanno attualmente sull'argomento, senza ulteriori esclusioni. Tuttavia, il Pentagono ha specificato di non aver rilevato prove della presunta tecnologia extraterrestre degli oggetti.
Il termine UFO è diventato anche sinonimo di navicelle aliene nella cultura popolare e la maggior parte delle discussioni sugli UFO ruota attorno a questa tesi. Il concetto di UFO si è anche evoluto in un mito di primo piano nella cultura moderna, con appassionati e devoti che hanno istituito organizzazioni varie e persino culti religiosi. Alcuni ricercatori ora preferiscono usare il termine più ampio di "Unidentified Anomalous Phenomena" (UAP), per evitare la confusione o le associazioni speculative con il termine UFO.
Un altro noto acronimo di UFO in spagnolo, portoghese, francese e italiano è OVNI (rispettivamente Objeto Volador No Identificado, Objeto Voador Não Identificado, Objet volant non identifié o appunto Oggetto Volante Non Identificato).

## Definizioni
Nel senso letterale e proprio del termine, un UFO è un oggetto volante di cui non è stato ancora possibile identificare scientificamente e con certezza la natura. Secondo tale definizione, è classificabile, provvisoriamente, come UFO un velivolo che compare inaspettatamente su un radar di una torre di controllo prima che esso comunichi il proprio identificativo. Tuttavia, è entrata nel linguaggio e nell'immaginario comune (ed è questo il significato popolarmente dato alla parola) l'identificazione degli UFO con oggetti di ipotetica origine extraterrestre. In questo contesto, è divenuto popolare anche il termine "disco volante" (calco dell'inglese flying saucer), utilizzato a partire dagli anni quaranta del Novecento, sebbene secondo studi statistici di alcuni ufologi (tra cui Knut Asheim) la forma dei presunti UFO non sia sempre discoidale o lenticolare, ma in molti casi oblunga, cilindrica, o sigariforme (i cosiddetti "sigari volanti"), sferica ("globi volanti"), conica, poligonale e anche triangolare.
Secondo il Centro italiano studi ufologici, con il termine "UFO in senso stretto" ci si dovrebbe riferire all'osservazione di fenomeni nel cielo (o nello spazio) che né l'osservatore, né le autorità e neppure eventuali analisi competenti approfondite siano riusciti a ricondurre con certezza all'identificazione con oggetti noti di tipo artificiale terrestre (come velivoli, satelliti artificiali e palloni aerostatici) o fenomeni naturali (pianeti, stelle cadenti, meteore, fulmini globulari o altri fenomeni atmosferici).

Il GEIPAN francese (Groupe d'études et d'informations sur les phénomènes aérospatiaux non identifiés facente capo al CNES) ritiene più appropriato parlare di "fenomeni aerospaziali non identificati" (PAN in francese, UAP – Unidentified Anomalous Phenomena– in inglese). Nella maggior parte dei casi gli osservatori descrivono un fenomeno tipicamente coinvolgente luci nel cielo, ma senza evidenze che indichino un effettivo oggetto fisico.
I segnali di natura non identificata rilevati dai radar, a volte associati a un avvistamento visuale, vengono definiti "Unidentified targets" o più precisamente Unidentified Return Echoes (URE), cioè "segnali radar non identificati". Gli oggetti non identificati che vengono avvistati sotto la superficie del mare vengono definiti USO (Unidentified Submerged Objects).
Il variegato campo d'interesse e d'indagine nei confronti del fenomeno degli UFO, nato nel secondo dopoguerra, ha preso il nome di ufologia, e ufologi quelli che se ne occupano; essa è generalmente considerata dal mondo scientifico una pseudoscienza. Negli ultimi anni sono nati veri e propri musei sull'argomento UFO. I due più importanti sono l'International UFO Museum di Roswell e quello con sede a Istanbul.

## Studi ufficiali
Sul fenomeno, a partire dal dopoguerra, sono stati condotti anche studi ufficiali da parte delle autorità militari e civili di vari Paesi. Gli studi ufficiali più importanti sono stati condotti dagli Stati Uniti d'America con il Progetto Blue Book (gestito dall'USAF), dal Regno Unito con il Progetto Condign (gestito dal Ministero della Difesa), dall'Unione Sovietica con il Programma Setka (gestito dal Ministero della Difesa e dall'Accademia delle Scienze) e dalla Francia tramite il GEIPAN (sezione dell'agenzia governativa spaziale francese CNES). Tali studi, prima secretati e solo in seguito resi pubblici, hanno constatato che, dal punto di vista statistico, esiste una percentuale non trascurabile di avvistamenti che rimane senza una spiegazione. Sono infatti il 22% del totale i casi non identificati risultanti dalle ricerche del GEIPAN francese; circa 1 100 (10% del totale) sono quelli che emergono dagli archivi del Ministero della Difesa britannico e 701 (5,56% del totale) quelli risultanti dal Progetto Blue Book (studio chiuso nel 1969), mentre i casi non spiegati nell'ambito del Programma Setka sono circa il 10%.
Tutti gli studi sopra citati precisano che non vi è alcuna prova della presenza di intelligenze extraterrestri, tuttavia non esiste attualmente una spiegazione univoca del fenomeno degli avvistamenti UFO, che è stato attribuito dagli studi stessi a numerose cause diverse (tra cui errori di identificazione di svariati oggetti convenzionali, falsi a scopo pubblicitario, isteria di massa).

## Ufologia
L'ambito di ricerca che si propone di studiare il fenomeno UFO è stato chiamato dai suoi sostenitori ufologia e dovrebbe essere, nel suo nucleo fondamentale, una forma di indagine che combina due caratteri: uno essenzialmente storiografico-documentale, occupandosi di raccogliere e catalogare la grande quantità di presunte osservazioni e di fenomeni UFO; e uno di carattere più scientifico tentando, mediante rilevazioni di tipo fisico atmosferico, geofisico, fotografico, astronomico, chimico, medico, psicologico, ecc., di individuare le cause di tali fenomeni. Per spiegare il fenomeno UFO, sono state proposte dagli ufologi diverse ipotesi (fenomeni naturali sconosciuti, prototipi militari segreti, veicoli extraterrestri, ecc.).
Va tuttavia sottolineato che l'ambiente ufologico è estremamente variegato e vi afferiscono anche esponenti che per motivi ideologici, religiosi, commerciali o soltanto per apparire sui media, invece di limitarsi a formulare ipotesi pretendono di attribuire, definire o semplicemente supporre "scientificamente" l'origine extraterrestre dei fenomeni osservati, basandosi su considerazioni poco o nulla scientifiche ma soggettive. Il tentativo quindi di applicare solo in parte il metodo scientifico, da parte della maggioranza degli ufologi, alla fenomenologia UFO con la pretesa di giungere a conclusioni "scientifiche", fa sì che la comunità scientifica collochi tradizionalmente l'ufologia nell'ambito della pseudoscienza. L'ufologia è in altre parole rigettata dall'ambiente scientifico e accademico, con poche eccezioni, tra cui il meteorologo James McDonald e il celebre astrofisico Josef Allen Hynek, che prese parte al progetto Blue Book statunitense. Il fenomeno degli avvistamenti è comunque stato oggetto di studi sociologici e psicologici e anche analizzato in chiave psicoanalitica da Carl Gustav Jung.
Le posizioni più estreme in ambito ufologico assumono che la mancanza di prove credibili dell'esistenza dell'origine extraterrestre degli UFO sia da attribuirsi a uno sforzo continuato e coordinato da parte delle autorità governative e militari, negli ultimi settant'anni, allo scopo di occultare tali prove. Tale teoria della cospirazione è nota come teoria del complotto UFO.
Gli studiosi più rigorosi dichiarano invece di accettare solo informazioni sostenute da prove o almeno da forti indizi, ripudiando, fino a prova contraria, teorie complottistiche, ipotetiche basi sulla Luna, filmati e foto molto dubbie, documenti di sospetta autenticità, rivelazioni e informazioni non sufficientemente documentate. Gli ufologi più prudenti ammettono inoltre che i dati finora raccolti dallo studio degli avvistamenti sono frammentari e contraddittori e perciò sono insufficienti per arrivare a una conclusione definitiva riguardo alla natura degli UFO.
Fra gli ufologi approdati allo scetticismo sull'argomento, lo studioso Giuseppe Stilo, già dirigente del Centro Italiano Studi Ufologici, ha scritto: "Gli avvistamenti Ufo sono il prodotto di una gran quantità di cause diverse, ma queste cause sono quasi sempre stimoli banali interpretati male".

## Presunti avvistamenti di UFO

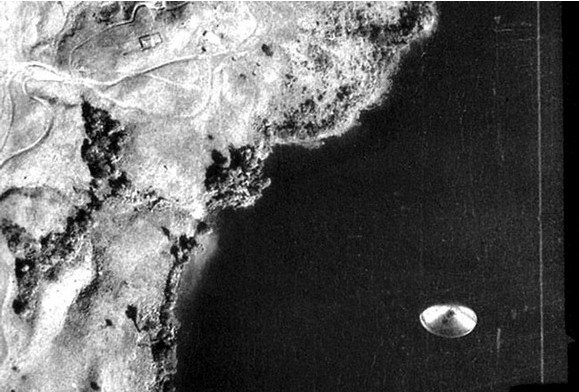
Presunto disco volante fotografato sul lago Cote in Costa Rica nel 1971

Il fenomeno degli avvistamenti di UFO è divenuto un soggetto popolare nella seconda metà degli anni quaranta negli Stati Uniti. Gli avvistamenti sono stati effettuati da persone comuni e talvolta da personale dell'aviazione civile e militare. A seconda del numero di testimoni, gli avvistamenti si distinguono in individuali (quando c'è un solo testimone) e collettivi (quando ci sono più testimoni). Gli avvistamenti sono stati di solito attestati da testimonianze dirette, a volte sono stati supportati da rilevamenti radar, più raramente sono stati accompagnati da fotografie o filmati. Quest'ultimo tipo di documentazione si è talvolta rivelata oggetto di palese falsificazione, in particolare per quanto riguarda le fotografie (nel senso di oggetti resi ad arte non identificabili per destare interesse); in alcuni casi sono state trovate spiegazioni convenzionali, in altri casi la qualità delle immagini non ha permesso di stabilire esattamente la natura degli oggetti ripresi. I rilevamenti radar di UFO sono stati per lo più spiegati con cause convenzionali, tra cui condizioni meteorologiche particolari che hanno causato effetti di propagazione anomala delle onde radio; i segnali radar di natura sconosciuta erano comunque molto più frequenti negli anni cinquanta, quando i radar erano meno perfezionati. In rari casi sono stati associati agli avvistamenti di UFO il riscontro di tracce sul terreno e il ritrovamento di frammenti metallici, ma neanche tali tracce fisiche possono dirsi risolutive, essendosi potute trovare spiegazioni alternative.
Una concentrazione di molti avvistamenti UFO in un certo periodo è detta dagli ufologi flap (in italiano "ondata"), mentre uno schianto di un UFO a terra è chiamato UFO crash. Alcune associazioni ufologiche hanno provato a fare un resoconto dei presunti UFO crash in epoca storica, ma i casi sono in genere dubbi in quanto scarsamente documentati, con la possibile eccezione del cosiddetto incidente di Roswell che è probabilmente il più noto e citato.

### Statistiche sugli avvistamenti
Il numero di avvistamenti di UFO varia a seconda delle stagioni, delle ore della giornata e delle aree geografiche. Jacques Vallée ha riscontrato che il maggior numero di avvistamenti avviene nei mesi estivi, nelle ore serali e nelle ore mattutine poco prima dell'alba. Secondo una statistica del CUFOS, i Paesi dove sono stati segnalati più avvistamenti sono Stati Uniti, Messico, Brasile, Argentina, Regno Unito, Francia, Belgio, Italia, Spagna e Russia, mentre quelli dove ne sono stati segnalati meno sono Germania e India.
Sono state riscontrate anche variazioni nel lungo periodo, per cui in certi anni gli avvistamenti sono maggiori che in altri. Il CUFOS ha riscontrato che dopo il 1947 negli USA le maggiori quantità di avvistamenti si sono verificate all'inizio degli anni cinquanta (1952), poco dopo la metà degli anni cinquanta (1957), a metà degli anni sessanta (periodo coincidente con la maggior quantità di avvistamenti) e nel 1973; successivamente si è avuta una diminuzione (con l'eccezione del 1977) finché si è raggiunto un nuovo picco a metà degli anni novanta, con una successiva diminuzione. I fautori dell'origine extraterrestre degli UFO pensano che la variabilità di lungo periodo possa dipendere tra l'altro dai programmi di esplorazione del nostro pianeta da parte degli alieni, mentre gli scettici pensano che le cause vadano ricercate in ragioni di carattere storico e socio-culturale e che la diminuzione di avvistamenti dopo il 1973 dipenda dal minore interesse per gli UFO da parte dei mezzi di comunicazione e dalla maggiore familiarizzazione del pubblico con i velivoli e i satelliti artificiali.

### Le tipologie di avvistamenti
Secondo la classificazione elaborata dall'astronomo Josef Allen Hynek si può parlare di incontro ravvicinato quando l'avvistamento avviene a meno di 150 metri. Un incontro ravvicinato viene a sua volta distinto in incontro del primo tipo quando l'UFO viene semplicemente avvistato, incontro del secondo tipo quando l'UFO lascia tracce visibili (ad esempio bruciature sul terreno) e di incontro del terzo tipo quando si vedono presunti esseri extraterrestri. Gli avvistamenti avvenuti a distanza superiore a 150 metri vengono invece classificati come luci notturne e dischi diurni; in quest'ultima categoria rientrano anche gli oggetti di forma diversa da quella discoidale. La classificazione originaria di Hynek è stata successivamente integrata da altri ufologi. L'astronomo Jacques Vallée ha elaborato un'altra classificazione più complessa.

### Storia degli avvistamenti
Il primo avvistamento di UFO vero e proprio è considerato quello di Kenneth Arnold, avvenuto negli Stati Uniti il 24 giugno 1947; è da allora che i mass media hanno cominciato a parlare di "dischi volanti", termine rimpiazzato nel 1952 con quello di UFO. Dopo l'avvistamento di Arnold, che secondo il sociologo francese Pierre Lagrange ha dato origine alla "più formidabile controversia parascientifica del XX secolo", nello stesso anno e in quelli immediatamente successivi si sono verificati numerosi altri avvistamenti, tra cui l'incidente di Roswell nel luglio del 1947, l'incidente di Thomas Mantell nel gennaio del 1948, l'avvistamento di Lubbock del 1951 (considerato il primo avvistamento di massa) e il carosello di Washington del 1952. Presto cominciarono a essere disponibili anche le prime documentazioni fotografiche (la prima foto ufficiale di un UFO è del 1947, mentre il primo filmato è del 1949). Dapprima limitati prevalentemente al continente americano, nel 1954 gli avvistamenti di UFO sono diventati un fenomeno mondiale, grazie all'avvistamento di Antananarivo verificatosi in Africa e all'ondata di avvistamenti dell'autunno 1954 che ha interessato l'Europa. Successivamente, gli avvistamenti hanno continuato a verificarsi in tutti i continenti e in diverse nazioni (nel 1965 sono stati avvistati anche in Antartide). Il riscontro di tracce fisiche sul terreno associate ad avvistamenti di UFO, fenomeno poco comune, si è verificato molto raramente negli anni cinquanta e ha subito un aumento dopo il 1964.
A seguito della loro crescente popolarità, gli avvistamenti di UFO hanno cominciato a essere studiati non solo da commissioni governative come il Progetto Sign e il Progetto Blue Book, ma anche da organizzazioni private; negli anni cinquanta ha cominciato così a svilupparsi l'ufologia, termine che è divenuto di uso corrente ed è entrato nei principali dizionari a partire dal 1959. In quegli anni alcuni ufologi, tra cui Leonard Stringfield, hanno cominciato a studiare anche i presunti avvistamenti riferiti negli anni immediatamente precedenti al 1947, come i Foo fighter durante la seconda guerra mondiale, ritenendo che potessero presentare analogie con gli avvistamenti verificatisi a partire dal 1947. Negli anni sessanta alcuni autori hanno cominciato a ricercare tracce di presunte manifestazioni di oggetti volanti sconosciuti nei secoli passati; sono nate così la clipeologia, che esamina le cronache, i documenti storici e le opere d'arte dei secoli passati, e la paleoastronautica, che prende in esame i reperti archeologici e ipotizza che certi manufatti (statuette, megaliti, ecc.) di alcune civiltà antiche si possano spiegare mediante il contatto con gli extraterrestri. Come avviene per l'ufologia, anche la clipeologia e la paleoastronautica non sono riconosciute dalla comunità scientifica accademica.
Nel periodo in cui l'ufologia cominciava a svilupparsi in Occidente, in Unione Sovietica e negli altri Paesi comunisti dell'Europa orientale l'interesse del pubblico per gli UFO era scoraggiato. Negli anni cinquanta, i governi del blocco sovietico affermavano che gli UFO erano un'invenzione della propaganda occidentale per distogliere la gente dai problemi economici; gli avvistamenti non erano pubblicizzati dai mezzi di comunicazione e le notizie si diffondevano con il passaparola. Solo a partire dalla seconda metà degli anni sessanta vi fu in quei Paesi una maggiore tolleranza; l'ufologia cominciò a diventare popolare grazie a un ciclo di conferenze tenuto in Cecoslovacchia da Josef Allen Hynek e cominciarono a nascere le prime associazioni ufologiche private.

### Cronologia degli avvistamenti principali

#### Avvistamenti di oggetti nel cielo nell'Antichità, Medioevo, Rinascimento, Seicento e Settecento

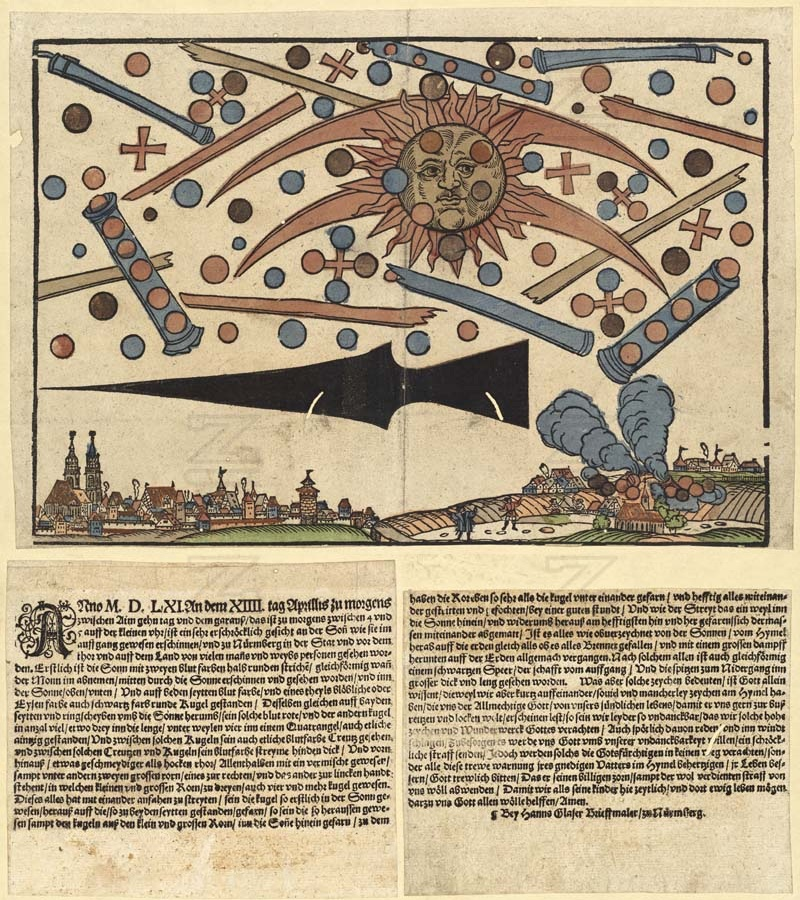
Fenomeno celeste di Norimberga: quello che dagli ufologi viene presentato come il "più incredibile evento UFO delle epoche passate": il 14 aprile 1561 migliaia di oggetti volanti sorvolano Norimberga, terrorizzando la popolazione

Secondo quanto ha riferito Diodoro Siculo (Biblioteca storica, XVI, 66), successe che nell'antica Grecia, nel 343 a.C., il condottiero Timoleone vide una torcia volante durante un viaggio in nave tra Corinto e la Sicilia. 
Nel 329 a.C., Alessandro il Grande e il suo esercito furono turbati da due oggetti volanti di forma circolare; la maggior parte dei soldati abbandonò il campo, ma i più arditi rimasero e cercarono di colpire i dischi con frecce e sassi.
Alcuni autori latini (tra cui Plinio il Vecchio, Tito Livio e Giulio Ossequente) hanno riportato notizie di apparizioni di clipei ardentes (scudi infuocati) nei cieli del territorio dell'antica Roma, tra cui quella avvenuta in Puglia nel 217 a.C. e quella verificatasi a Tarquinia nel 100 a.C.
Poi, sono stati riferiti altri presunti avvistamenti di UFO anche nel Medioevo e nel Rinascimento. 
Gli Annales Laurissenses riferiscono che, durante il regno di Carlo Magno, nel 776, comparvero nel cielo di Sigiburg (oggi Hohensyburg) due scudi di colore rosso fuoco.
Nel 1487 Giacomo Trotti scrisse da Milano che apparve “una balla [palla] de focho assai grossa in aere a Cassino, la quale vien in castello per lo barcho [parco] adirectura a la torre del castello sopra la camera dove se fece la dieta [riunione], et lì la despare [scompare] ”.
Nel 1492, Cristoforo Colombo riporta nel suo diario che, quattro ore prima di avvistare la terra dell'isola Guanahani, vide un oggetto luminoso venire dal cielo, entrare in acqua e viaggiare lentamente vicinissimo alla sua nave. 
Nel 1496 Bernardino Corio scrive che “di notte sopra il castello [di Milano] apparvero grandissimi fuochi ” a preannunciare la morte della duchessa Beatrice d'Este. Quest'ultima apparizione è stata messa in relazione con quella avvenuta nei medesimi giorni a Parma, come raccontato dal annalista Ludovico Cavitelli: una “fax ignea ” cioè una fiaccola o un bagliore di fuoco, con tre stelle nella parte inferiore ed altrettante nella superiore, del colore del prassino (colore verde come le foglie del porro), con orribili facce d'uomini, apparve in cielo e fu udita “muggire ”.
Tra gli avvistamenti del Cinquecento si ricordano, il fenomeno celeste di Norimberga nel 1561 e il fenomeno celeste di Basilea nel 1566.
Nel Seicento si segnalano i presunti avvistamenti di navi volanti nel nord Europa, riportati dal cronista Erasmus Francisci e nel Settecento, l'avvistamento da parte del fisico napoletano Tiberio Cavallo in Inghilterra, di un oggetto luminoso in movimento nel cielo.

#### Avvistamenti nell'Ottocento

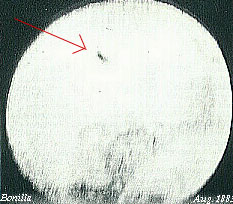
La fotografia di Bonilla

- Avvistamento della contessa (1864): la contessa Gertrude Walker in Baldelli, appassionata di astronomia, disse di aver osservato dalla sua casa di Montespertoli in Toscana, il 1º novembre 1864 alle 22:53, un “bianco globo di fuoco molte volte più grande della luna piena ” che restava immobile in cielo. Il globo scomparve dopo circa un minuto. È stato ipotizzato che lo strano fenomeno, riportato dalla rivista inglese Astronomical register, potrebbe essere stato anche qualche raro fenomeno naturale[48][49].
- Fotografie dell'astronomo messicano Bonilla (1883): il 12 agosto 1883 il professore e astronomo José A. Bonilla, presso la postazione di Zacatecas in Messico, riportò di aver osservato una numerosa e lunga formazione di oggetti opalescenti che si frapponevano fra il suo telescopio e il disco del Sole. La fotografia scattata dallo studioso è considerata, dagli assertori dell'esistenza degli oggetti volanti, come la prima testimonianza fotografica della storia[50].

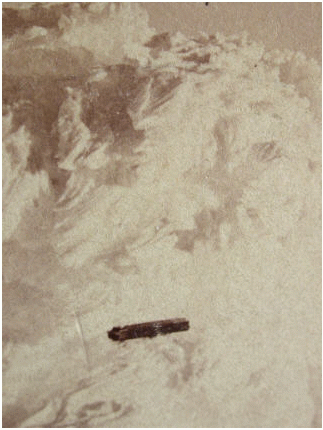
Inizialmente scambiata per una foto del airship avvistato nel 1871 nei cieli del New Hampshire, l'immagine in questione si è poi rivelata essere una cartolina del monte Washington del 1870-71

- Le aeronavi e oggetti simili: le airships (espressione inglese che vuol dire dirigibili, ma in questo caso "navi volanti" o "aeronavi"), costituiscono una sorta di anticipazione storica del fenomeno che solo a partire dagli anni cinquanta sarà definito abitualmente "UFO". Alcuni avvistamenti di presunte navi volanti vennero segnalati verso la fine del Ottocento, in tutta la costa ovest degli Stati Uniti d'America. Molte airships erano con ogni probabilità semplici dirigibili, ma su alcuni i dubbi non sono stati sciolti. Anche in altre parti del mondo, in determinati periodi, furono avvistate delle navi volanti non identificate: dopo le airship statunitensi, il caso più famoso è quello delle aeronavi fantasma della Scandinavia, avvistate alla fine del XIX secolo.
- Incidente di Aurora (1897): secondo una notizia riportata dal quotidiano Dallas Morning News, il 17 aprile 1897 una aeronave si sarebbe schiantata in Texas ad Aurora; il pilota, un essere di un altro mondo, sarebbe morto nello schianto e sarebbe stato sepolto nel cimitero locale. La notizia viene ritenuta una bufala, messa in giro per risollevare le sorti della cittadina, che attraversava un momento di crisi economica[51].

#### Avvistamenti nel Novecento - anni quaranta

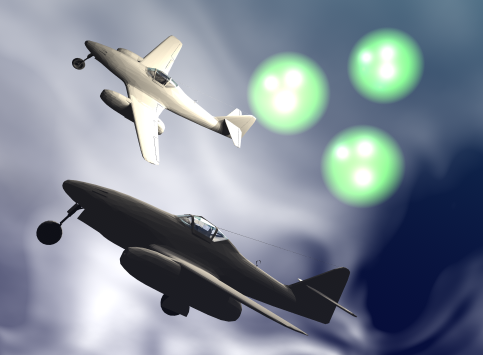
Ricostruzione ipotetica dell'incontro con un foo fighter

- Foo fighters: già durante la seconda guerra mondiale vengono riportate diverse testimonianze di piloti dell'aeronautica militare alleata che asseriscono di essere stati accompagnati in volo da strani fenomeni luminosi, in un primo momento scambiati per ipotetiche armi segrete nemiche. Questi oggetti o fenomeni ottici, rivelatisi innocui e soprannominati Foo fighters (caccia infuocati) dai piloti, oltre a manifestare comportamenti riconducibili secondo alcuni a "forme di intelligenza non umane"[senza fonte], manifestavano spesso incredibile velocità e strabilianti manovre, ai limiti delle leggi fisiche, impossibili per i piloti dell'epoca.
- Battaglia di Los Angeles: alla fine di febbraio del 1942 vi furono diversi allarmi aerei nei cieli della California, che vennero attribuiti ad aerei giapponesi. Alla fine della guerra si seppe che i giapponesi non avevano lanciato alcun attacco. I falsi allarmi vennero spiegati con avvistamenti di palloni meteorologici, ma alcuni ufologi sospettano che poteva trattarsi di veicoli extraterrestri[52].
- Avvistamenti di razzi fantasma: nel 1946 vennero avvistati nei cieli della Scandinavia numerosi oggetti a forma di razzo. Venne ipotizzato che poteva trattarsi di meteore o di lanci sperimentali di razzi effettuati dall'Unione Sovietica. È stata anche avanzata l'ipotesi che poteva trattarsi di veicoli extraterrestri[53].
- Avvistamento di Ängelholm (Svezia, 1946): Il 18 maggio 1946 Gösta Karlsson, giocatore di hockey su ghiaccio e imprenditore, riportò di aver visto un disco volante e i suoi occupanti nelle vicinanze di Ängelholm. Sul luogo dell'evento è stata creata una scultura.[54]

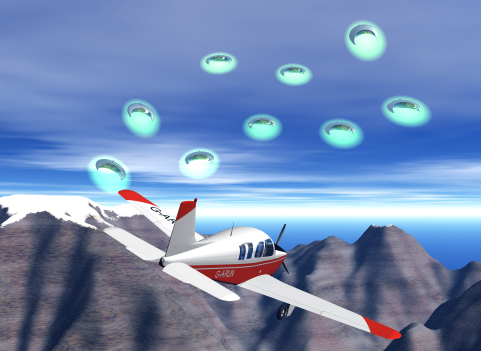
Ricostruzione artistica dell'avvistamento di Arnold

- Avvistamento di Kenneth Arnold (USA, 1947): l'ufologia moderna nacque il 24 giugno del 1947 quando Kenneth Arnold, un ricco uomo d'affari statunitense, raccontò di avere visto dal proprio aereo privato, senza identificarli, nove oggetti simili a dischi volanti librarsi in formazione serrata vicino al Monte Rainier, nello Stato di Washington. Questo avvistamento portò all'attenzione dell'opinione pubblica mondiale il fenomeno UFO, dando vita al fenomeno popolare dell'ufologia. È stato ipotizzato che si trattasse, probabilmente, di nove aerei ad ala volante, vincolati al silenzio radio e radar e senza insegne militari, che venivano collaudati a quei tempi nei dintorni di Seattle, vicino a dove oggi si trovano le fabbriche della Boeing[55].
- Avvistamenti del luglio 1947 (USA): nelle settimane successive all'avvistamento di Kenneth Arnold, vi furono negli Stati Uniti numerosi avvistamenti di UFO. Tra questi si segnalano l'avvistamento del 4 luglio da parte del marinaio Frank Ryman, che effettuò la prima foto ufficiale di un UFO (poi rivelatosi un pallone sonda)[41] e l'avvistamento del 7 luglio da parte del pilota Vernon Baird che, accortosi di essere seguito da un oggetto volante a forma di disco, fece con il suo aereo una manovra evasiva e vide l'UFO perdere quota e precipitare. Le ricerche al suolo effettuate dalla base aerea di Bozeman non trovarono nulla. L'avvistamento di Baird è spiegato come una burla, cosa che il pilota non ha mai ammesso[56], oppure con un suo errore di percezione, provocato dall'"ufomania" che si diffuse negli Stati Uniti nelle settimane successive all'avvistamento di Kenneth Arnold e che provocò diversi avvistamenti senza alcun riscontro[57].

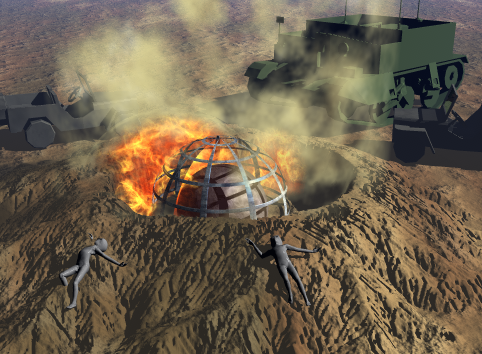
Ricostruzione ipotetica dell'incidente di Roswell

- Incidente di Roswell (USA, 1947): l'8 luglio del 1947, il quotidiano locale Roswell Daily Record riporta che a Roswell nel Nuovo Messico il 509º Gruppo bombardieri annuncia di aver recuperato un "disco volante" ("RAAF Captures Flying Saucer On Ranch in Roswell Region")[58]. Nasce così il celebre caso Roswell, in cui un UFO si sarebbe schiantato al suolo e le parti recuperate sarebbero state portate alla base aerea di Wright Patterson. Il giorno dopo l'aeronautica militare statunitense smentisce l'accaduto affermando che si è trattato di un pallone sonda aerostatico per uso meteorologico. Cinquant'anni dopo (1997), la versione ufficiale "definitiva" dell'US Air Force parlerà di test di lancio con paracadute ad alta quota, con manichini, i quali avrebbero costituito la base per le testimonianze oculari circa i corpi alieni.
- Incontro di José Higgins (Brasile, 1947): l'8 agosto 1947 alcuni giornali brasiliani riferirono la notizia che il geometra José Higgins aveva raccontato che pochi giorni prima, il 23 luglio, mentre effettuava rilievi topografici su alcuni terreni in una zona rurale, aveva incontrato tre umanoidi scesi da un UFO. L'episodio è ritenuto il primo incontro ravvicinato del terzo tipo dell'ufologia moderna.[59]
- Incidente di Thomas Mantell (USA, 1948): il primo avvistamento collettivo di UFO avvenne il 7 gennaio 1948, quando alle 14 a Maysville (Kentucky) molte decine di persone videro un oggetto circolare che emanava una luce rossa sorvolare la città[60]. Dall'aeroporto militare di Fort Knox si sollevò una squadra di aerei da caccia P-51 guidata dal capitano Thomas Mantell per inseguire l'oggetto. I velivoli erano però sprovvisti di ossigeno e Mantell, che inseguì l'oggetto fino ad alta quota, secondo la versione ufficiale rimase vittima della manovra, dopo aver comunicato alla torre di controllo di trovarsi di fronte a un oggetto metallico di enormi dimensioni[61]. Secondo la versione dell'esercito, Mantell avrebbe avuto delle allucinazioni per l'alta quota, scambiando per un disco il pallone meteorologico della marina Skyhook[62]. Sempre la carenza di ossigeno gli avrebbe fatto perdere conoscenza, provocando l'incidente aereo.
- Caso Chiles-Whitted (USA, 1948): il 24 luglio 1948 in Alabama due piloti commerciali avvistarono un UFO che passò a distanza ravvicinata dal loro aereo. Il caso fu studiato dagli investigatori del Progetto Sign.
- Incidente di George Gorman (USA, 1948): il 1º ottobre 1948 il pilota George Gorman avvistò un UFO sopra i cieli di Fargo ed effettuò un inseguimento aereo senza poterlo raggiungere. Il caso fu studiato dagli investigatori del Progetto Sign.
- Incidente di Fukuoka (Giappone, 1948): è considerato uno dei primi avvistamenti avvenuti nel dopoguerra al di fuori del territorio americano. Il 15 ottobre 1948 un caccia notturno statunitense Black Widow stava volando in perlustrazione sull'isola di Kyūshū in Giappone, a una quota di circa 1 500 metri. L'equipaggio era composto da due persone, il tenente Oliver Hamphill (pilota) e il sottotenente Borton Halter (radarista). Alle 23:05 sul cielo di Fukuoka il radarista rilevò l'eco di un oggetto, distante circa 8 km. Il caccia aumentò la velocità per raggiungerlo, ma l'oggetto fece lo stesso e sparì. Dopo un poco ricomparve nuovamente sul radar e l'aereo fece un nuovo tentativo di intercettarlo, ma inutilmente. L'oggetto riapparve per la terza volte sul radar, ma stavolta fu visto anche dal pilota, che alla luce della luna piena poté osservare che aveva una lunghezza compresa fra i 6 e i 9 metri e una forma cilindrica con la coda tronca. L'oggetto scomparve e ricomparve altre tre volte, mentre il caccia tentava inutilmente di inseguirlo. Dopo il sesto e ultimo tentativo di intercettazione, l'oggetto sconosciuto accelerò fino a una velocità valutata dal pilota di circa 1 900 km/h e scomparve in 15 secondi. L'avvistamento durò in totale dieci minuti. Le stazioni radar a terra, a differenza del radar dell'aereo, non rilevarono nulla. Il caso fu studiato nell'ambito del Progetto Sign e fu classificato come "inesplicato"[63]. Il capitano Edward J. Ruppelt, direttore del Progetto Blue Book, disse successivamente che questo fu uno dei primi casi in cui un UFO venne rilevato da un radar[64].
- Avvistamenti di bolidi luminosi verdi (USA, 1948-1951): tra il 1948 e il 1951 nel cielo di alcuni Stati del sud degli Stati Uniti (soprattutto Nuovo Messico e Arizona) vennero avvistati bolidi verdi, molto più grossi delle normali meteore e di colore inconsueto. Venne ipotizzato che poteva trattarsi di fenomeni naturali sconosciuti, armi segrete o veicoli extraterrestri[65] e per lo studio del fenomeno venne approntato uno specifico progetto, chiamato "Progetto Twinke".

#### Novecento - anni cinquanta
- Fotografie UFO di McMinnville: l’11 maggio 1950, in una fattoria vicino a McMinnville in Oregon, un contadino riprese in fotografia le immagini di un UFO delle quali ancor oggi si discute.
- Avvistamento di Lubbock (USA, 1951): verificatosi nel 1951 a Lubbock, ebbe larga pubblicità. È considerato uno dei primi, grandi casi di avvistamento di massa di UFO che si verificarono negli Stati Uniti.
- Caso Nash-Fortenberry (USA,1952): la sera del 14 luglio 1952 due piloti commerciali avvistarono in cielo otto oggetti luminosi. Il caso, che fu giudicato "non spiegato" dal Progetto Blue Book, è ritenuto dall'ufologo Ronald Story come uno dei dieci più importanti avvistamenti di UFO[66].
- Carosello di Washington (USA, 1952): nelle notti del 19 e del 26 luglio 1952 ebbe luogo nel cielo della capitale degli Stati Uniti una serie di avvistamenti di UFO.
- Incontro UFO di Oldenburg (Germania Ovest, 1952): il 30 luglio 1952 Roland Hughes, pilota della RAF, riferì di avere avvistato un "disco metallico argentato" vicino a Oldenburg mentre stava ritornando alla base dopo una missione di addestramento sulla Germania Ovest.[67][68]
- Avvistamento di Antananarivo (Madagascar, 1954): è avvenuto il 16 agosto 1954 sulla città di Antananarivo in Madagascar. È considerato uno dei primi avvistamenti collettivi avvenuti al di fuori dell'America e dell'Europa.
- Avvistamento di Prins Christians (Groenlandia, 1954): è avvenuto in Groenlandia il 28 agosto 1954 da parte dell'equipaggio di un aereo Douglas DC-4, che sullo stretto di Prins Christians vide in cielo 3-4 oggetti di colore scuro a forma di lente, che volavano in formazione. I testimoni riferirono che gli oggetti cambiarono posizione virando verso nord[69]. Il caso fu studiato dal Progetto Blue Book e classificato come "non spiegato"[70].
- Ondata di avvistamenti dell'autunno 1954: nell'autunno del 1954 ebbero luogo numerosi avvistamenti di UFO, che si verificarono soprattutto in Europa. In alcuni casi furono riscontrate tracce fisiche sul terreno e si verificò la caduta dal cielo di bambagia silicea. La nazione maggiormente interessata dagli avvistamenti fu la Francia. Anche in Italia si ebbero diversi avvistamenti, tra cui il famoso avvistamento di Firenze.
- Incidente di Ubatuba (Brasile, 1957): nel mese di settembre del 1957 un giornalista brasiliano ricevette una busta contenente una lettera e tre pezzi di metallo. L'autore della lettera, che si presentava come un lettore del giornale senza rivelare il suo nome, affermava di avere assistito all'esplosione di un UFO sopra la spiaggia di Ubatuba e di avere raccolto tre frammenti metallici, che aveva inviato al giornale insieme alla lettera. Uno dei campioni fu analizzato da alcuni laboratori brasiliani, che arrivarono alla conclusione che era costituito da magnesio puro. Dato che a quel tempo la tecnologia non permetteva ancora di produrre magnesio puro, si ipotizzò un'origine extraterrestre dei frammenti metallici. Gli altri due campioni vennero inviati negli USA e le analisi eseguite su di essi non hanno confermato la purezza del metallo, che pertanto poteva essere anche di origine terrestre.
- Avvistamento di Trindade (Brasile, 1958): questo avvistamento ha avuto luogo nel gennaio del 1958 da parte dell'equipaggio di una nave della Marina Militare brasiliana.[71]
- Avvistamento di Boianai (Papua e Nuova Guinea, 1959): questo avvistamento, conosciuto anche come avvistamento di padre Gill, è avvenuto il 26 giugno 1959 nel Territorio di Papua e Nuova Guinea e ha avuto come testimone il sacerdote anglicano padre William Gill. Per l'ufologo Jacques Vallée si tratta di uno dei più grandi classici nella storia degli avvistamenti di UFO[72].

#### Novecento - anni sessanta
- Avvistamento di Socorro (USA, 1964): avvenuto nel 1964 in Nuovo Messico da parte di un poliziotto, l'avvistamento è stato oggetto di indagine da parte del Progetto Blue Book. Dopo decenni di controversie tra ufologi e scettici, nel 2009 è stato chiarito che si trattava di una burla da parte di alcuni studenti della locale università[73].
- Avvistamenti in Antartide (1965): nel luglio del 1965 tecnici argentini hanno avvistato un grande UFO a forma di disco sull'Isola Deception in Antartide. Sono state scattate due fotografie dell'oggetto. L'oggetto è stato osservato anche da meteorologi della base cilena ubicata nella stessa isola[74]. Nei mesi successivi sono stati segnalati altri avvistamenti nella stessa zona.[75]
- Incidente di Kecksburg (USA, 1965): è un presunto UFO crash che sarebbe avvenuto il 9 dicembre 1965 a Kecksburg, Pennsylvania. In realtà si tratterebbe della caduta di un satellite artificiale sovietico o di satellite-spia statunitense.
- Avvistamento della Westall School (Australia, 1966): è avvenuto nell'aprile del 1966 da parte di studenti e professori di una scuola situata in un sobborgo di Melbourne. Si tratta di uno dei più noti avvistamenti collettivi avvenuti in Australia.
- Avvistamento della contea di Portage (USA, 1966): un vicesceriffo e un agente inseguirono un UFO per parecchi chilometri con l'auto della polizia. L'episodio ha ispirato una scena del film Incontri ravvicinati del terzo tipo.[76]
- Incidente di Shag Harbour (Canada, 1967): è un presunto UFO crash avvenuto il 4 ottobre 1967 a Shag Harbour, un villaggio di pescatori in Nuova Scozia. Si tratta di uno dei più noti casi di UFO avvenuti in Canada.
- Avvistamento di Jimmy Carter (USA, 1969): nel 1969 il futuro presidente degli Stati Uniti Jimmy Carter, mentre concorreva per la carica di governatore della Georgia, vide un UFO a Leary mentre stava recandosi a una conferenza del Lions Club. Il giornalista scientifico Robert Sheaffer ha condotto un'indagine ed è arrivato alla conclusione che quella sera Carter vide in realtà il pianeta Venere.[77]

#### Novecento - anni settanta
- La foto del lago de Cote (Costa Rica, 1971): il 4 settembre 1971 un aereo dell'Instituto Geográfico Nacional della Costa Rica, che stava effettuando riprese fotografiche sul lago de Cote, nella provincia di Alajuela, fotografò un oggetto a forma di disco. I piloti e l’equipaggio non avevano visto nulla e l’oggetto, situato tra il lago e l’aereo, risultò visibile solo dopo lo sviluppo della foto. Secondo l’analisi eseguita nel 1985 dagli ufologi Richard Haines e Jacques Vallée, non si tratterebbe di una falsificazione; la distanza dell’oggetto fu stimata a circa 3 000 metri dall’aereo[78]. L’ufologo Ray Stanford ha riesaminato il caso nel 2013; secondo le sue analisi, l’oggetto sarebbe invece molto piccolo e si troverebbe vicino alla fotocamera, per cui si tratterebbe di un riflesso sulla lente della fotocamera o sul finestrino da cui è stata ripresa la foto[79].
- La foto del Concorde (Ciad, 1973): il 30 giugno 1973 il supersonico Concorde effettuò in Africa un volo con finalità scientifiche volte all'osservazione di un'eclissi solare; in quell'occasione, nei cieli del Ciad venne osservato dagli astronomi a bordo dell'aereo un oggetto sconosciuto, che fu fotografato[80]. In seguito l'oggetto fu interpretato come una nube generata dall'esplosione di un meteorite[81].
- Incidente UFO di Coyne (USA, 1973): avvenuto in Ohio, ha coinvolto un elicottero militare comandato dal capitano Lawrence Coyne. È compreso nella lista dell'ufologo Ronald Story riguardante i dieci migliori casi di UFO.[66]
- Incidente di Berwyn Mountain (Gran Bretagna, 1974): è un presunto UFO crash che sarebbe avvenuto il 23 gennaio 1974 in Gran Bretagna, in particolare sui Monti Berwyn a Llandrillo, nel Galles del Nord.
- Avvistamento di Teheran (Iran, 1976): avvenuto il 19 settembre 1976 nel cielo della capitale dell'Iran, è considerato uno degli avvistamenti militari più documentati della storia dell'ufologia.
- Il filmato del Concorde (Gran Bretagna, 1976): uno dei filmati riguardanti gli UFO, considerato dagli ufologi fra i più significativi, è un filmato risalente agli anni settanta, in cui venivano ripresi i primi voli dell'aereo passeggeri supersonico Concorde, prodotto dalla British Aerospace insieme alla Aérospatiale. Il filmato, che riprende un Concorde della British Airways in volo nel sud dell'Inghilterra, fu girato nel giugno 1976 a scopo promozionale[82]. In una sequenza si può notare una piccola macchia in movimento all'altezza dell'attacco delle ali: la qualità della pellicola è bassa e presenta diversi difetti; lo stesso oggetto è piccolo e poco definito, ma si distingue una forma abbastanza circolare e di colore chiaro e in alcuni istanti scompare alla vista perché coperto dall'aereo[83]. Secondo alcuni ufologi si tratterebbe di un oggetto di origine sconosciuta (vedi fulmini globulari o sfere di luce), con una superficie metallica, che si avvicina all'aeroplano dal lato destro, prendendo poi a fluttuare nei pressi della cabina come a voler "sbirciarvi" dentro, per poi ruotare intorno all'aereo, come ne se stesse compiendo una scansione, indicata dagli esperti come manovra impossibile anche per i velivoli odierni (2014), per sostenere questa ipotesi[84]. Altre persone che hanno osservato il filmato l'hanno invece interpretato semplicemente come un riflesso dell'ottica ("flare") della cinepresa o più probabilmente sul finestrino dell'aereo dal quale venne effettuata la ripresa; quest'interpretazione è stata presentata anche in un documentario sugli UFO trasmesso dalla BBC[85]. Il racconto di chi lo interpreta come l'avvistamento di un UFO continua con la "sfera" o possibile Foo fighter, che sorpassa il Concorde a una velocità sorprendente. Sebbene la fonte del filmato possa ritenersi attendibile e disinteressata, l'interpretazione della macchia come oggetto volante non identificato o invece come artefatto della ripresa è discussa, non essendo inequivocabile.
- Scomparsa di Frederick Valentich (Australia, 1978): nel mese di ottobre del 1978 il giovane pilota Frederick Valentich scomparve mentre era in volo con un aereo da turismo, dopo avere comunicato di avere avvistato un UFO dietro il suo aereo. Le autorità australiane hanno ipotizzato che Valentich si sarebbe disorientato e avrebbe scambiato per un UFO il riflesso della luce posteriore del suo aereo, quindi sarebbe precipitato in mare.
- Luci di Kaikoura (Nuova Zelanda, 1978): nel dicembre del 1978 si verificò in Nuova Zelanda una serie di avvistamenti di UFO. L'avvistamento del 30 dicembre vide protagonista un aereo su cui si trovava una troupe televisiva, che realizzò un filmato.
- Incidente della Contea di Marshall (USA, 1979): si è verificato il 27 agosto 1979 in Minnesota e ha coinvolto Val Johnson, vice-sceriffo della Contea di Marshall.
- Incidente di Livingston (Gran Bretagna, 1979): ha coinvolto una guardia forestale, che ha riferito che il 9 novembre del 1979, durante un giro di perlustrazione, ha avuto un incontro con un UFO atterrato nei boschi della zona di Livingston in Scozia.
- Incidente di Manises (Spagna, 1979): è avvenuto l'11 novembre 1979 e ha coinvolto un aereo di linea, costringendolo a effettuare per precauzione un atterraggio di emergenza all'aeroporto di Valencia, presso Manises. È considerato il più famoso caso di avvistamento di UFO verificatosi in Spagna.

#### Novecento - anni ottanta
- Incidente della foresta di Rendlesham (Gran Bretagna, 1980): è il nome dato a una serie di avvistamenti di luci inspiegabili e al presunto atterraggio di un velivolo di origine sconosciuta nella foresta di Rendlesham, nel Suffolk (Inghilterra), alla fine di dicembre del 1980, appena al di fuori della base della RAF di Woodbridge, usata al momento dalla US Air Force. Decine di persone dell'USAF sono stati testimoni oculari di varie manifestazioni nel corso di un lasso di tempo di due o tre giorni. Alcuni ufologi credono che sia forse l'evento UFO più famoso avvenuto in Gran Bretagna.
- Avvistamento di Trans-en-Provence (Francia, 1981): nel gennaio del 1981 un agricoltore ha riferito di avere visto un UFO che era atterrato nella sua proprietà vicino a Trans-en-Provence, in Francia. Il caso si segnala perché si tratta di uno dei pochi casi in cui un UFO avrebbe lasciato tracce fisiche sul terreno.
- Avvistamenti nella regione di Salonicco (Grecia, 1981): la sera del 12 novembre 1981 diversi oggetti multicolori di forma poligonale furono avvistati da vari testimoni a Michaniona, Giannitsa ed Edessa e rilevati anche dal radar della base NATO di Chortiatis. La sera successiva, gli oggetti furono ancora rilevati dal radar e avvistati a Salonicco da agenti di polizia.[86][87][88]
- Incidente di Dalnegorsk (URSS, Russia, 1986): è un presunto UFO crash che sarebbe avvenuto il 29 gennaio 1986 in Unione Sovietica nella RSSF Russa.
- Avvistamento del volo 1628 delle Japan Airlines (USA, Alaska, 1986): questo avvistamento è avvenuto nel novembre 1986 nei cieli dell'Alaska da parte dell'equipaggio di un aereo cargo giapponese.
- "L'ondata belga" 1989-1991: dalla fine del 1989 fino alla metà del 1991, circa 3 500 avvistamenti UFO furono registrati in Belgio. La maggior parte degli avvistamenti si concentrò fra il novembre 1989 e l'aprile 1990.[89]

#### Novecento - anni novanta
- Avvistamento di Greifswald (Germania Est, 1990): il 24 agosto 1990 alle 20:30 circa nella città di Greifswald in Germania Est furono avvistate in cielo sette luci disposte a forma di Y, che si muovevano lentamente. Il fenomeno durò mezz'ora e fu visto da centinaia di persone, tra cui i tecnici della vicina centrale nucleare; furono scattate fotografie e ripresi filmati. Gli scettici ipotizzarono che si trattasse di razzi sparati durante un'esercitazione militare delle Forze Armate della Germania Est, ma la spiegazione non convince gli ufologi a causa del tempo di avvistamento (i razzi si esauriscono di solito in dieci minuti) e della mancanza di fumo visibile nelle foto e nei filmati[90].
- Incidente di Varginha (Brasile, 1996): è un complesso caso ufologico avvenuto nel 1996 in Brasile a Varginha e comprendente un avvistamento di UFO, un presunto UFO crash e alcuni presunti incontri ravvicinati con extraterrestri; in città corsero voci sulla cattura di alcuni umanoidi da parte dell'Esercito brasiliano, ma non c'è alcuna prova di ciò e queste voci vengono giudicate come una leggenda metropolitana. L'ufologo Kevin Randle ha scritto che "questo caso è complicato come nessun altro in campo ufologico"[91].
- Avvistamento di Phoenix (USA, Arizona, 1997): verificatosi a Phoenix il 13 marzo 1997, è considerato uno degli avvistamenti con il maggior numero di testimonianze documentate.

#### Avvistamenti negli anni duemila
- Caso di Ciudad del Carmen e Copalar (Messico, 2004): il 5 marzo del 2004 un aereo dell'aeronautica militare messicana avvistò alcuni UFO nei cieli di Ciudad del Carmen, nello stato di Campeche.
- Luci di Tinley Park (USA, 2004-2006): è la denominazione di una serie di quattro avvistamenti di UFO avvenuti a Tinley Park nei pressi di Chicago nel 2004, 2005 e 2006. Nelle sere del 21 agosto 2004, 31 ottobre 2004, 1º ottobre 2005 e 31 ottobre 2006 furono osservate tre luci, di forma sferica e colore dal rosso vivo al rosso arancione, che erano disposte a triangolo e si muovevano lentamente nel cielo notturno senza emettere alcun rumore[92].
- Avvistamento dell'Aeroporto di Chicago (USA, 2006): il 7 novembre del 2006 alcuni impiegati dell'Aeroporto Internazionale di Chicago-O'Hare videro in cielo un oggetto a forma di disco. Secondo la Federal Aviation Administration si sarebbe trattato di un fenomeno meteorologico, ma la spiegazione non è ritenuta convincente dagli ufologi.
- Avvistamento UFO di Alderney (Isole del Canale, 2007): il 23 aprile 2007 il pilota di un aereo di linea ha avvistato in cielo un oggetto luminoso al largo della costa di Alderney. L'avvistamento è stato riferito anche dal pilota di un altro aereo di linea.

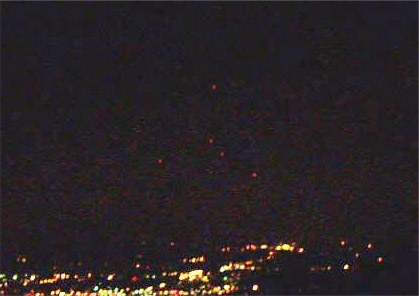
Le cinque luci di Morristown

- UFO nella Contea di Morris (USA, 2009): la sera del 5 gennaio 2009, tra le 8:15 e le 9:00, vennero avvistate cinque luci nel cielo della Contea di Morris, nel New Jersey, con avvistamenti concentrati nelle città di Morristown, Morris Plains, Madison, Hanover e Florham Park. Il caso fu ampiamente riportato da giornali e televisioni. Tre mesi più tardi due uomini, Joe Rudy e Chris Russo, affermarono che si era trattato di una burla organizzata da loro e che gli UFO erano in realtà luci rosse attaccate a palloni riempiti di elio[93].
- Avvistamento di Hangzhou (Cina, 2010): il 7 luglio 2010 l'aeroporto di Hangzhou-Xiaoshan, situato nei pressi della città di Hangzhou nella Repubblica Popolare Cinese, è rimasto chiuso per alcune ore in seguito all'avvistamento di un UFO, avvenuto alle 21:00 da parte dei piloti di due aerei. La notizia è stata data dall'Agenzia Nuova Cina[94][95]. Sull'accaduto è stata aperta un'inchiesta. Il 26 luglio 2010 il Quotidiano del Popolo ha riferito che il Beijing UFO Research Organization ha accertato che l'UFO era in realtà un aereo sconosciuto, militare o privato, che aveva sconfinato[96]. È stato anche chiarito che le foto pubblicate da giornali e siti internet insieme alla notizia dell'avvistamento non riguardano l'oggetto sconosciuto avvistato sull'aeroporto cinese: una foto raffigura la scia di carburante lasciata da un razzo russo lanciato in Kazakistan, un'altra riprende un aereo in fase di atterraggio e un'altra ancora riguarda un elicottero dotato di un proiettore luminoso[97].

### Altri avvistamenti di rilievo nei principali Paesi

#### Argentina
- Fotografie dell'Osservatorio Adhara: la sera del 1º dicembre 1965 l'Osservatorio Adhara, sito a San Miguel e diretto dall'astronomo gesuita padre Benito Reyna, ricevette alcune telefonate che segnalavano strani fenomeni visibili sul disco della Luna. La Luna venne fotografata con il telescopio a intervalli regolari, usando una pellicola pancromatica; dopo lo sviluppo, alcune fotografie mostrarono sul disco lunare zone scure che sembravano oggetti a forma di disco. Secondo gli ufologi, la cosa si spiegherebbe con alcuni UFO che si sarebbero frapposti tra il telescopio e la Luna, ma gli scettici ritengono che si tratterebbe di difetti dello sviluppo della pellicola[98].

#### Brasile

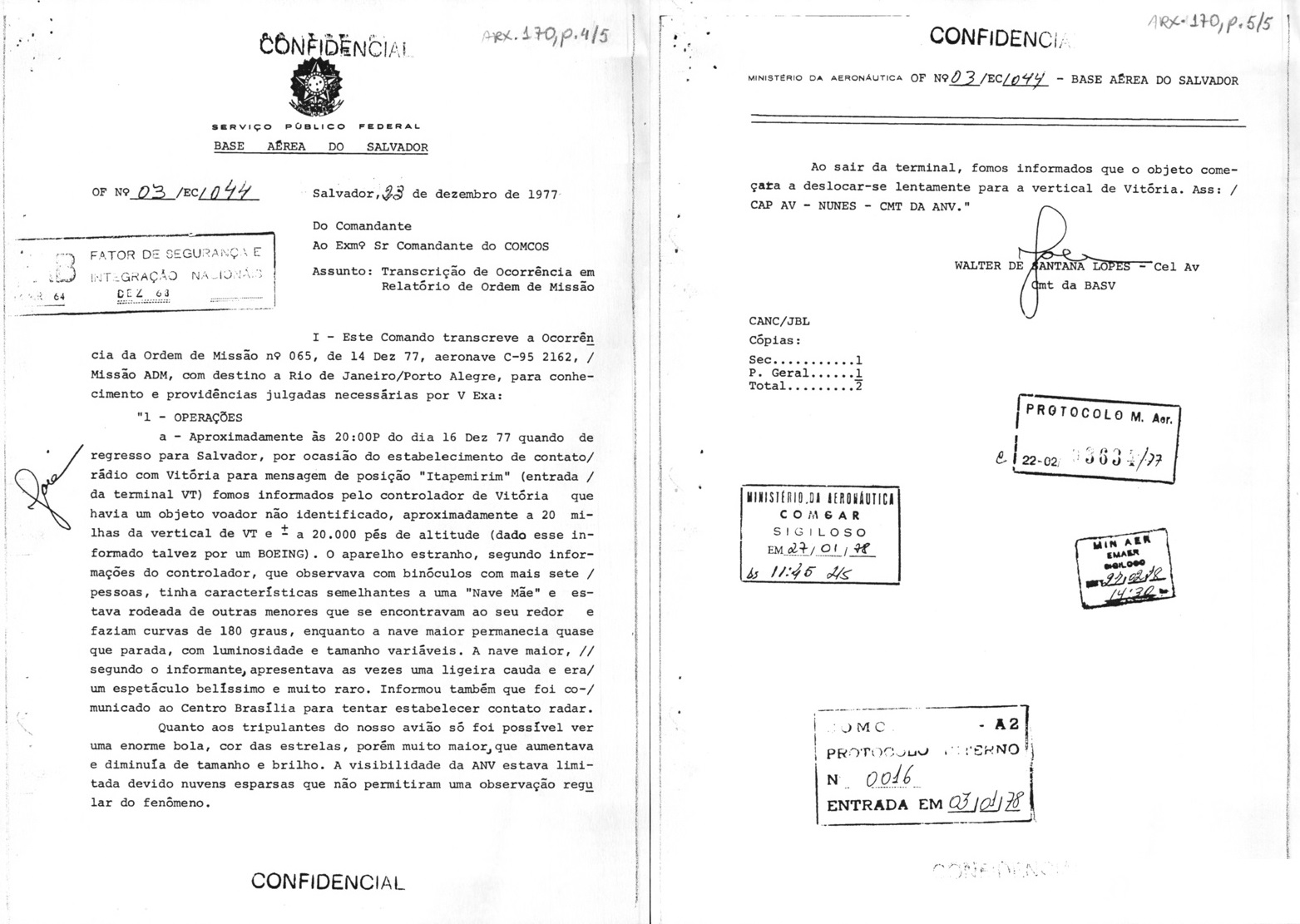
Il documento sull'avvistamento di un UFO si è verificato il 16 dicembre 1977, nello stato di Bahia, in Brasile

- Avvistamento di Barra da Tijuca: il 7 maggio 1952 il giornalista João Martins e il fotografo Eduardo Keffel, mentre si trovavano a Barra da Tijuca per un'inchiesta giornalistica, avvistarono un UFO. Keffel scattò cinque fotografie dell'oggetto, che vennero pubblicate il giorno successivo sul giornale O Cruzeiro. Le foto sono state a lungo fonte di discussione finché nel 1981 un gruppo di ricercatori statunitensi ha accertato che sono false[99].
- Incidente di Fort Itaipu: è la denominazione dell'avvistamento di un UFO che sarebbe avvenuto nella notte del 4 novembre 1957 da parte delle sentinelle della base militare di Fort Itaipu. Su alcuni particolari dell'avvistamento, riferiti dall'ufologo brasiliano Olavo Fontes e ampiamente riportati dalla letteratura ufologica, in seguito sono sorti dubbi da parte di altri ufologi.
- Avvistamenti UFO di Colares: si sarebbero verificati nel 1977 nella città di Colares, dando luogo ad un'indagine dell'Aeronautica militare brasiliana chiamata Operação Prato (Operazione Piatto).

#### Canada
- Incidente UFO del lago Falcon: un uomo affermò di avere avvistato un UFO il 19 maggio 1967 sulle rive del lago Falcon e di avere riportato danni fisici a seguito dell'incontro ravvicinato con l'oggetto.
- Avvistamento di Marieville: si è verificato il 20 novembre 1989 a Sainte-Marie-de Monnair, un sobborgo rurale di Marieville. Alle 5:30 parecchie persone sentirono un rumore simile a quello prodotto da un generatore elettrico e videro in cielo alcune strane luci. Due giorni dopo, vicino alla casa di Jean Prigent, uno dei testimoni dell'avvistamento, fu trovato nel terreno un cerchio verde circolare dove l'erba era più verde rispetto al terreno circostante[100]. Secondo lo scettico canadese Pascal Forget non è affatto certo che ci sia un legame fra le luci osservate in cielo e il cerchio nel terreno, dato che il colore più verde dell'erba potrebbe essere dovuto ad altre cause, come la presenza di leggere depressioni nel terreno che potrebbero avere favorito l'accumulo di acqua in quelle zone[101].
- Incidente di Place Bonaventure: verificatosi la sera del 7 novembre 1990 sopra una piazza centrale di Montréal, è uno degli avvistamenti più conosciuti del Canada.
- Incidente di Harbour Mille: la sera del 25 gennaio 2010 gli abitanti del villaggio di Harbour Mille avvistano in cielo tre UFO, simili a razzi ma senza alcun rumore da loro emesso.[102][103]

#### Francia
- Avvistamento di Oloron-Sainte-Marie: il 17 ottobre 1952 intorno alle 12:50 a.m. a Oloron-Sainte-Marie numerosi testimoni osservarono un UFO a forma di sigaro accomapagnato da circa trenta oggetti più piccoli, di forma rotondeggiante e circondati da un anello, il cui aspetto ricordava il pianeta Saturno. La comparsa degli oggetti fu accompagnata dalla caduta di bambagia silicea[104]. Secondo alcuni scettici francesi, si trattò di un fenomeno ottico causato dalla rifrazione dei raggi del sole, mentre l'emissione della bambagia silicea fu causata da una migrazione di ragni[105].
- Incidente di Valensole: ha coinvolto un agricoltore, che ha riferito che il 1º luglio del 1965 ha visto un UFO atterrato nel suo campo di lavanda nella zona di Valensole e ha avuto un incontro ravvicinato con due umanoidi.
- Caso di Nancy, detto anche "caso dell'amaranto": un biologo ha riferito che il 21 ottobre del 1982 intorno alle 12:30 un oggetto ovoidale sarebbe disceso nel giardino della sua casa a Nancy, rimanendo sospeso a circa un metro dal suolo; dopo circa venti minuti l'UFO sarebbe decollato silenziosamente, facendo sollevare temporaneamente l'erba sottostante. Nel tardo pomeriggio, il testimone ha notato che una pianta di amaranto situata vicino al punto dove era sceso l'oggetto presentava le foglie appassite e i frutti aperti e apparentemente bruciati. Le analisi effettuate dal GEPAN su un campione della pianta prelevato da agenti della Gendarmeria hanno trovato che la pianta era disidratata, ma non vi era evidenza della presenza di radiazioni[106]. Gli ufologi citano questo caso tra le prove di evidenze fisiche legate ad avvistamenti di UFO[107], ma gli scettici hanno obiettato che è sospetto che le piante vicine all'amaranto non abbiano sofferto alcun danno da parte del presunto UFO.
- Caso di Carspach: il 9 novembre 1990 un quotidiano pubblicò la notizia che la sera del 5 novembre alle 19 un testimone aveva osservato in cielo a Carspach numerose luci di colore rosso, verde e bianco. Si venne così a sapere che anche altri testimoni in diverse zone della Francia avevano osservato il fenomeno, per cui alcuni ufologi parlarono di "ondata francese del novembre 1990". La NASA ha successivamente spiegato che si trattava dei frammenti di un razzo sovietico Proton, usato per il lancio di un satellite e rientrato nell'atmosfera[108].

#### India
- Avvistamento di Manbhum: è uno dei più conosciuti avvistamenti di massa avvenuti in India. Il 15 settembre 1954 un UFO venne avvistato dagli abitanti di tre villaggi del distretto di Manbhum, nello Stato del Bihar. Uno dei testimoni, Ijapada Chatterjee, direttore di una miniera nel villaggio di Kadori, ha raccontato al giornale The Times of India che l'UFO era di colore grigio e aveva la forma di un disco e il diametro di circa 3,5 metri; si fermò in aria a circa 400 metri di distanza dalla sua casa e a una quota di circa 150 metri ed emise una specie di ronzio, che attirò l'attenzione dei minatori e degli abitanti del villaggio; poi l'UFO andò via a una velocità altissima, provocando una tremenda folata di vento. L'oggetto venne avvistato poco dopo dagli abitanti dei vicini villaggi di Borsi e Mangalda; si stima che sia stato visto da circa 800 persone[109]

#### Israele
- Avvistamenti UFO nello Stato di Israele: dalla fine del 1978 lo Stato di Israele è diventato teatro di diversi avvistamenti di UFO.

#### Italia
- Caso di Vergiate: secondo alcuni ufologi italiani, il primo caso documentato di UFO in Italia risalirebbe all'11 aprile 1933, in una campagna presso Varese. Alcuni documenti dell'epoca dimostrerebbero che un presunto UFO sarebbe atterrato o si sarebbe schiantato nei pressi di Vergiate. In seguito al fatto Mussolini avrebbe creato il Gabinetto RS/33[110].
- Avvistamento degli agenti delle imposte: una notte del mese di aprile 1937, intorno alle 2, due agenti delle imposte in perlustrazione nel quartiere napoletano di San Pietro a Patierno, vicino all'aeroporto di Capodichino, sentirono improvvisamente alcune grida, probabilmente di contrabbandieri. Uno degli agenti girò la torcia nella direzione della voce, illuminando un oggetto che si alzò da terra a forte velocità. Era dotato di luce propria, colore bianco-argenteo, fatto da due piatti capovolti di 25 metri di diametro circa con tre file di oblò dal quale usciva della fluorescenza. L'avvistamento durò circa 30 secondi, poi l'oggetto si diresse verso il Vesuvio con una scia di colore bianco-azzurro. Il caso emerse dopo 53 anni, in seguito al racconto di uno dei due agenti.[111][112]
- Avvistamento di UFO a Firenze: il quotidiano La Nazione di Firenze del 28 ottobre 1954 titolava: Filamenti di vetro cadono su città toscane dopo il passaggio di globi e dischi volanti - Il fenomeno osservato a Firenze da centinaia di cittadini le segnalazioni di Siena e di Prato - Sospesa la partita Fiorentina Pistoiese - I risultati dell'analisi fatta da un illustre docente universitario. I filamenti di vetro fanno riferimento alla bambagia silicea o capelli d'angelo, un materiale presente spesso in casi di avvistamenti UFO.
- Incontro ravvicinato di Clusone: la mattina del 30 dicembre 1954 un campanaro di 62 anni stava percorrendo un sentiero in località Sommaprada, nel comune di Clusone, quando vide un oggetto volante a forma di sigaro sospeso a pochi metri dal suolo; un'estremità dell'oggetto era trasparente e il testimone vide all'interno due piccoli esseri vestiti di nero con una specie di casco. Passata la paura iniziale, l'uomo proseguì il cammino e dopo un po' vide l'oggetto decollare[113].
- Avvistamento di Latina: nel 1973 un aereo di linea dell'Alitalia partito da Roma e diretto a Napoli avvistò sopra Latina un misterioso oggetto rotondo color grigio. Due caccia dell'Aeronautica Militare decollarono dalla base di Ciampino e confermarono l'avvistamento[114].
- Avvistamento di Caselle: ancora nel 1973, la sera del 30 novembre, venne avvistato un UFO nel cielo dell'aeroporto torinese di Caselle; l'oggetto venne osservato dai piloti di tre aerei in volo (un Piper Navajo, un DC 9 proveniente da Parigi e un DC 9 proveniente da Roma) e anche da personale a terra, tra cui gli addetti alla torre di controllo[115].
- Incontro ravvicinato di Torrita: abbastanza conosciuto è l'incontro ravvicinato segnalato nel settembre del 1978 a Torrita, in provincia di Siena. Un giovane ha raccontato che la sera del 17 settembre stava tornando a casa in auto dopo una visita alla madre e all'improvviso il motore si è spento in aperta campagna. Subito dopo, l'automobilista ha visto davanti a sé un oggetto luminoso, da cui sono scesi due esseri di piccola statura che indossavano una tuta e un casco; i due si sono avvicinati alla vettura e dopo averla osservata attentamente sono tornati indietro e sono risaliti sull'UFO, che è ripartito. Un ragazzo che abitava con la famiglia in una casa di campagna poco distante ha riferito di avere visto alla stessa ora "una specie di piccolo sole rossastro"[13].
- Caso Zanfretta: nel 1978 si è verificata anche la vicenda di Fortunato Zanfretta, caso più conosciuto e controverso di presunto rapimento alieno italiano. Ex metronotte genovese, Zanfretta ha dichiarato di essere stato rapito la notte fra il 6 dicembre e il 7 dicembre mentre svolgeva il suo lavoro presso Marzano, frazione del comune di Torriglia in provincia di Genova[110]. Le esperienze si sarebbero poi ripetute nei due anni successivi; sottoposto a ipnosi ha raccontato di presunti alieni, chiamati Dargos, in procinto di invadere la Terra e di colonizzare l'Antartide. Il caso ha suscitato forti polemiche, anche per la sua presunta strumentalizzazione da parte degli ufologi e dei giornalisti[116].
- Incidente del Musinè: sempre nel 1978, l'8 dicembre, alle falde del monte Musinè (in provincia di Torino) due giovani escursionisti videro una intensa luce; uno dei due dopo essersi avvicinato alla fonte luminosa scomparve. Il compagno, con l'aiuto di altri escursionisti trovati nei pressi del luogo della scomparsa, iniziò le ricerche dell'amico. Questi, dopo essere stato ritrovato in stato di shock e con una evidente bruciatura su una gamba, quando si fu sufficientemente riavuto dallo stato di trance riferì di essersi avvicinato a un veicolo di forma oblunga dal quale erano scesi alcuni esseri che lo avrebbero toccato e sollevato. Entrambi i testimoni soffrirono di congiuntivite per un certo periodo.[117].

In totale gli avvistamenti censiti dal 1947 sono 18 500, di cui circa il 90% risulta identificabile.
In Italia si sono verificate quattro grandi ondate di avvistamenti: 
- 1950: Nord Italia;
- 1954: Nord e Centro Italia (annata del famoso avvistamento di Firenze);
- 1973: tutta Italia;
- 1978: varie parti dell'Italia, in particolare Adriatico e Sud Italia (soprattutto in Liguria, Sicilia, Calabria e Puglia, oltre che su Napoli[119]).

#### Norvegia
- Filmato di Torpo: la sera del 13 luglio 1986 due coppie sposate, Tova e Tonning, in vacanza con le famiglie e alcuni amici in una fattoria di montagna nelle vicinanze del villaggio di Torpo, vedono due oggetti brillanti nel cielo. Il signor Tonning prende la sua videocamera e gira un filmato della durata di dieci minuti, in cui si vedono gli oggetti muoversi. Il filmato è esaminato dall'ufologo norvegese Odd-Gunnar Roed, che resta favorevolmente impressionato. Su proposta di Roed, il filmato viene inviato all'organizzazione statunitense Ground Saucer Watch (GSW) per un esame approfondito. L'esame conclude che il movimento degli oggetti è attribuibile al movimento della videocamera causato dall'operatore e che le strisce luminose anomale presenti in alcuni fotogrammi sono un artefatto del video. Il GSW non trova evidenze di falsificazioni, ma afferma che la mancanza di dati sostanziali non permette di dare una valutazione conclusiva sulla natura e l'origine degli oggetti[120]. Secondo il parere di altri esperti, i due oggetti luminosi possono essere identificati con il pianeta Giove e la stella Arturo[121].

#### Portogallo
- Avvistamento dell'aeroporto di Santa Maria: il 9 luglio 1965 un oggetto bianco a forma di cilindro passa sull'aeroporto dell'isola di Santa Maria nelle Isole Azzorre, provocando effetti elettromagnetici con l'arresto degli orologi elettrici. I tentativi d'identificazione dell'oggetto non hanno successo[122].

#### Regno Unito
- Incidente di Lakenheath-Bentwaters: la sera del 13 agosto 1956 si verificò una serie di avvistamenti radar-visuali nelle basi aeree di Lakenheath e Bentwaters, situate nell'Inghilterra orientale.
- Incidente di Cosford-Shawbury: il 31 marzo 1993, nel sud e sud-ovest dell'Inghilterra, molti testimoni riferirono l'avvistamento di un UFO triangolare che aveva attraversato velocemente il cielo lasciando una scia luminosa. L'avvistamento è stato spiegato con il rientro nell'atmosfera di un razzo russo combinato con il successivo avvistamento di un elicottero della polizia[123].

#### Russia
- Incidente di Kapustin Jar: il 28 luglio 1989, verso mezzanotte, nella base di Kapustin Jar alcuni militari osservano un disco del diametro di 5-6 metri circondato da una luce fosforescente di colore verde, che sorvola ripetutamente la base missilistica a un'altezza di circa 60 metri. All'arrivo di un caccia, l'oggetto si allontana velocemente.[124][125]

#### Spagna
- Avvistamenti delle Isole Canarie: fra il 1974 e il 1979 si sono verificati nelle Isole Canarie alcuni avvistamenti di UFO. L'avvistamento più conosciuto è avvenuto nel giugno del 1976.
- Foto di Ochate: il 24 luglio 1981 un impiegato di banca, Prudencio Muguruza, avvistò e fotografò un UFO nelle vicinanze di Ochate, un villaggio disabitato nel nord della Spagna. La foto venne pubblicata nel gennaio 1982 sulla rivista Mundo Desconoscido. Alcuni esperti misero in dubbio l'autenticità della foto, così il giornalista e ufologo Juan José Benitez richiese un'analisi all'Università di Bilbao, che non trovò elementi per dimostrare la sua falsità[126]. La foto fu poi analizzata dal fotografo e ufologo Colman Von Keviczki, che la ritenne autentica[127]. Secondo lo scettico spagnolo Luis Alfonso Gámez, la foto ritrae semplicemente una nuvola illuminata[128].

#### Stati Uniti d'America
- Incidente di Maury Island: un marinaio, Harold Dahl, raccontò che il 21 giugno 1947, mentre si trovava in navigazione, vide una formazione di dischi volanti e da uno di essi si staccarono pezzi di metallo che caddero sul battello dove si trovava. In seguito Dahl ammise di avere inventato la storia. Oggi l'opinione prevalente tra gli ufologi è che si sia trattato di una burla, ma alcuni dubitano e ritengono che Dahl sia stato costretto a dire di avere mentito[129].
- Avvistamento di Fort Monmouth: il 10 settembre 1951 alle 11:37 un operatore radar della base militare di Fort Monmouth, in New Jersey, rilevò un segnale sconosciuto. Diciassette minuti dopo, l'equipaggio di un aereo T-33, formato dal maggiore Ezra S. Ballard e dal tenente William S. Rogers, vide un oggetto non identificato a forma di disco. L'avvistamento, che in seguito fu spiegato con un pallone sonda e una propagazione radar anomala, fu importante perché diede avvio al Progetto Blue Book[130].
- Avvistamento di Ralph Mayher: la sera del 29 luglio 1952 Ralph Mayher, un marine di stanza alla base di Opa-Locka vicino a Miami, mentre si trovava a Miami Beach a casa di un conoscente, alle 21:30 avvistò in cielo un oggetto luminoso, che si muoveva sull'oceano con una traiettoria orizzontale. Il militare, che aveva con sé la cinepresa, riprese l'oggetto finché scomparve a velocità tremenda con un lampo rosso-arancio. Dopo avere fatto sviluppare la pellicola, informò il comandante della base e gli fu chiesto il film per inviarlo all'USAF. Mayher consegnò la pellicola, composta da 50 fotogrammi, trattenendo per sé cinque fotogrammi. Nel 1954, congedatosi dai marines, Mayher chiese la restituzione del filmato, ma l'USAF negò di esserne in possesso. Nel 1957 la CIA chiese a Mayher di avere i cinque fotogrammi in suo possesso per analizzarli, affermando che l'USAF non trovava negli archivi il film originale. I fotogrammi vennero restituiti a Mayher dopo due settimane, senza alcuna informazione sul risultato delle analisi. Il caso fu riaperto negli anni settanta dall'organizzazione ufologica Ground Saucer Watch (GSW), che ha analizzato i fotogrammi in possesso di Mayher, affermando che non erano contraffatti e che mostravano un oggetto del diametro di circa 15 metri, distante dall'osservatore almeno 1,5 km e che si muoveva alla velocità di circa 3 000 km/h; secondo l'organizzazione, si tratterebbe di uno dei casi ufologici meglio documentati. Gli scettici ritengono che l'oggetto sia una meteora, ma gli ufologi ritengono che quest'ipotesi non è compatibile con la traiettoria dell'oggetto[131][132][133].
- Avvistamento del Golfo del Messico: è un avvistamento radar-visuale avvenuto nelle prime ore del mattino del 6 dicembre 1952 da parte dell'equipaggio di un aereo B-29 in volo di addestramento.
- Incidente della base di Kinross: la sera del 23 novembre 1953 un aereo da caccia statunitense scompare al confine con il Canada mentre tenta di intercettare un velivolo sconosciuto rilevato dal radar di una base di terra. Secondo alcuni ufologi, il responsabile della scomparsa dell'aereo potrebbe essere un UFO.
- Incontro UFO dell'RB-47: nella notte fra il 16 e il 17 luglio 1957, un aereo RB-47H dotato di strumenti per la guerra elettronica captò segnali sconosciuti durante un volo di addestramento nel sud-est degli USA, mentre il pilota avvistò alcune luci sconosciute.
- Avvistamento di North Bergen: è avvenuto il 12 gennaio 1975 a North Bergen ed è meglio conosciuto come "avvistamento di North Hudson Park"; si segnala per il presunto avvistamento di umanoidi e la presenza di tracce sul terreno. Fu uno dei primi casi indagati dal noto ufologo Budd Hopkins, che rintracciò altri testimoni dell'avvistamento e nel 1976 pubblicò un articolo con il resoconto della sua indagine[134].
- Caso Cash-Landrum: è avvenuto il 29 dicembre 1980 nei pressi di Dayton, in Texas. I testimoni, una famiglia composta da marito, moglie e figlio, affermarono di avere avvistato un UFO mentre tornavano a casa in auto e di avere riportato danni fisici in seguito al presunto avvistamento.
- Avvistamenti di Gulf Breeze: tra i mesi di novembre e dicembre del 1987 si è verificata un'ondata di avvistamenti UFO a Gulf Breeze in Florida. Anche se le foto scattate dal costruttore edile Ed Walters vengono dichiarate false, gli avvistamenti continuano a fare discutere, perché gli UFO sono stati avvistati da decine di persone.[135]
- Incidente UFO del sud Illinois, detto anche "Triangolo di St. Clair": nella notte del 5 gennaio 2000 diversi cittadini della contea di St. Clair chiamarono il numero di emergenza della polizia per segnalare l'avvistamento di un oggetto triangolare con tre luci bianche ai vertici, che si muoveva lentamente in cielo. L'oggetto fu osservato anche da alcuni ufficiali di polizia. I responsabili della vicina Scott Air Force Base dichiararono che all'ora dell'avvistamento il radar era temporaneamente spento e pertanto non poté registrare nulla.[136] Alcuni scettici hanno ipotizzato che si sia trattato di un dirigibile.[137]

#### Sudafrica
- Avvistamenti nella Provincia del Capo Orientale: nel 1972 nella Provincia del Capo Orientale in Sudafrica si sono verificati diversi avvistamenti di UFO; due di essi, avvenuti vicino alle città di Fort Beaufort e Middelburg, hanno attirato l'interesse dei mezzi di comunicazione.

#### Ungheria
- Avvistamento UFO dei meteorologi: la sera del 24 novembre 1989, intorno alle 22, i tecnici della stazione meteorologica di Pápa osservarono quattro sfere arancioni. L'avvistamento fu confermato dal pilota di un caccia inviato sul posto a investigare.[138]

### Avvistamenti nello spazio
Il sistema satellitare del Programma di supporto alla difesa degli Stati Uniti cattura talvolta oggetti volanti non identificati che entrano o escono dall'atmosfera a grande velocità, il Comando di difesa aerospaziale nordamericano li classifica col nome "Fastwalkers", quelli più lenti invece col nome “Slowwalkers”. Sono stati riferiti avvistamenti di UFO anche da parte di astronauti durante missioni nello spazio. Secondo la NASA e diversi esperti di astronautica, alcuni avvistamenti sarebbero frutto di dicerie, mentre quelli realmente accaduti ci sarebbero spiegazioni convenzionali (ultimi stadi di razzi vettori, satelliti artificiali, detriti spaziali).

## Falsificazioni ufologiche
In ufologia sono state accertate diverse falsificazioni deliberate riguardanti avvistamenti di UFO, fotografie, filmati e documenti.
Tra gli avvistamenti deliberatamente falsificati, vi sono anche alcuni casi che sono stati considerati dei classici della storia dell'ufologia, come l'avvistamento di Belesta (Francia) del 1954 e l'avvistamento di San José de Valderas (Spagna) del 1967. Tra gli UFO crash, la falsificazione più conosciuta è quella dell'incidente di Aztec. Tra i falsi reperti più noti, vi sono la foto scattata a Petit-Rechain (Belgio) nel 1990 e il filmato ripreso a Città del Messico nel 1997.

## Rapporti tra UFO e religione
Nella seconda metà del XX secolo sono nati alcuni movimenti religiosi, per lo più di carattere settario, che vedono gli extraterrestri come esseri superiori che intervengono nella storia dell'umanità allo scopo di guidarne l'evoluzione. Inoltre alcuni autori, tra cui lo scrittore svizzero Erich von Däniken, il pastore presbiteriano e ufologo statunitense Barry Downing e il sacerdote cattolico spagnolo Salvador Freixedo, hanno ipotizzato collegamenti tra gli UFO e le religioni tradizionali, affermando che alcuni passi della Bibbia e di altri libri religiosi si possono spiegare con l'intervento di visitatori extraterrestri. La maggior parte degli scienziati e degli studiosi delle religioni respingono tali ipotesi.

## Pensieri di scienziati sul fenomeno UFO

### Le teorie non ortodosse di alcuni fisici sugli UFO
Per superare i problemi posti dalle enormi distanze da percorrere in un viaggio interstellare e dal limite invalicabile della velocità della luce postulato dalla teoria della relatività, alcuni fisici favorevoli all'ipotesi extraterrestre hanno elaborato alcune teorie ipotizzando che possano raggiungere in vario modo velocità superluminali o che possano viaggiare attraverso altre dimensioni; l'astrofisico Bernard Haisch basa quest'ultima ipotesi parafisica sulla teoria delle superstringhe. Il fisico nucleare Stanton Friedman ha ipotizzato per gli UFO una propulsione magnetoidrodinamica, mentre il professore di ingegneria James Harder ha invece ipotizzato che la propulsione possa essere basata sul gravitomagnetismo. La maggior parte degli scienziati considera con scetticismo tali teorie sugli UFO, perché allo stato attuale delle conoscenze non è sicuro che le teorie fisiche prese in considerazione sarebbero applicabili alla progettazione di motori per astronavi. Inoltre, restano aperti numerosi problemi non adeguatamente presi in considerazione, come le grandi quantità di energia richieste per il viaggio, i tempi necessari per l’accelerazione e la decelerazione all'inizio e alla fine del viaggio e altro ancora.

### Le considerazioni dell'astronomo Carl Sagan
Secondo l'astronomo Carl Sagan, studioso di esobiologia ed ex consulente del Progetto Blue Book, il problema UFO andrebbe affrontato con scetticismo scientifico, evitando gli estremi di chi accetta alla lettera ogni rapporto sugli UFO e di chi rifiuta addirittura di prendere in considerazione l'argomento sostenendo che è antiscientifico occuparsene. Lo scienziato ha sottoposto a un serio esame la documentazione disponibile sugli UFO, rilevando anzitutto che la varietà delle manifestazioni associate agli UFO fa sospettare che non abbiano un'origine comune e che sotto questa categoria siano raggruppati fenomeni senza alcun rapporto tra loro.
Secondo Sagan, non si può basare solo sulle testimonianze degli avvistamenti, perché le persone possono mentire per denaro o desiderio di notorietà o possono in buona fede fraintendere ciò che vedono o vedere cose che non ci sono. Lo scienziato ha affermato che tra le migliaia di avvistamenti riportati dal 1947, nessuno è stato riferito in modo così attendibile da potere escludere con certezza le ipotesi del fraintendimento, dell'allucinazione o della burla; occorre quindi cercare prove oggettive, come farebbe un poliziotto o un criminologo. In alcuni casi, oltre all'avvistamento di oggetti poi riconosciuti come convenzionali (come stelle e pianeti luminosi), sono stati rilevati segnali radar che si sono rivelati fenomeni di propagazione anomala delle onde radio, per cui si sono avuti contemporaneamente avvistamenti visivi e radar di qualcosa che non c'era. Non costituiscono una prova neanche le tracce sul terreno, che possono essere state realizzate a scopo di frode o possono trovare spiegazioni convenzionali. Anche le fotografie e i filmati finora prodotti non sono una prova, perché sono risultati contraffatti o erano confusi e non potevano dimostrare niente.
In conclusione, secondo Sagan non esistono prove concrete a favore dell'origine extraterrestre degli UFO e non è convincente neanche l'ipotesi parafisica, che sostiene che gli UFO provengano da un'altra dimensione.

### L'interpretazione psicologica del fenomeno secondo Jung
Il pioniere della psicologia del profondo Carl Gustav Jung si occupò più volte del fenomeno UFO nei suoi scritti e in particolare nel celebre saggio Un mito moderno: le cose che si vedono in cielo, interpretandoli come rappresentazioni psichiche inconsce legate ad avvenimenti di rilevanza collettiva.
Jung aveva iniziato a interessarsi agli UFO già negli anni quaranta, documentandosi su tutto quello che veniva pubblicato sul tema, per pubblicare infine nel 1958, tre anni prima della morte, il suo saggio, che può esser visto come una puntuale interpretazione psicologica del fenomeno, ma anche come una ricapitolazione essenziale delle sue principali idee sulla psiche, e insieme come un messaggio - uno degli ultimi - in cui trovano posto le speranze e i timori che egli nutriva sul futuro dell'umanità.
Jung vede la coscienza del nostro tempo lacerata, frammentata da un contrasto politico, sociale, filosofico e religioso di eccezionali dimensioni. L'Io si è troppo allontanato dalle sue radici inconsce; le "meraviglie" della scienza e della tecnica sembrano volgersi in forze distruttive. I dischi volanti rappresentano visioni, oggettivazioni fantastiche di un inconscio troppo duramente represso. Tra le varie ipotesi sull'esistenza degli UFO Jung conclude dunque che è "un archetipo a provocare una determinata visione".
Jung considera con distacco e una certa ironia l'esistenza degli UFO come fenomeno fisico, sebbene nell'ultima parte del suo saggio egli sembri disposto a dare maggior credito alla loro effettiva realtà, per introdurre cautamente l'ipotesi che esista una sincronicità tra inconscio e fenomeno reale.
Negli anni settanta le idee di Jung sono state riprese da alcuni studiosi francesi che hanno dato origine all'ipotesi psicosociale sugli UFO.

## Teorie del complotto sugli UFO
Altro argomento molto dibattuto tra gli ufologi è la supposta operazione di copertura (cover-up) o insabbiamento che, secondo vari autori di ufologia, sarebbe stata attuata in modo sistematico a partire dagli anni cinquanta del Novecento dalle autorità militari e governative di diversi Stati (e in particolare degli Stati Uniti), con la volontà di nascondere la presunta realtà sugli avvistamenti all'opinione pubblica. Tali idee hanno trovato forma in una teoria del complotto che presenta alcune varianti a seconda degli autori.
Secondo questa corrente di pensiero, ciò avrebbe avuto inizio con l'atteggiamento delle autorità militari statunitensi preposte a indagare sugli UFO, che avrebbero in vari casi giustificato i presunti fenomeni ufologici con fattori ritenuti incongruenti dagli ufologi stessi e ridicolizzato le relative testimonianze. I casi di "cover-up" elencati nella letteratura ufologica sono molteplici ma il più conosciuto è quello del cosiddetto incidente di Roswell. Suscitò clamore negli ambienti ufologici statunitensi anche la morte del giornalista e scrittore Frank Edwards, autore del libro Flying saucer - serious business, dove egli descriveva nei dettagli i più conosciuti casi di avvistamenti.
È opinione comune tra gli ufologi che la copertura sul caso UFO sia giustificata dalla volontà da parte degli Stati di non mettere a repentaglio la salute psicologica dei cittadini, presumendo che la rivelazione pubblica dell'esistenza degli alieni potrebbe innescare la diffusione del panico popolare con gravi conseguenze. Alcuni sostenitori delle teorie del complotto sugli UFO, come l'ex colonnello Philip Corso (autore del libro The Day after Roswell), parlano inoltre della necessità di nascondere le tecnologie "aliene" di cui essi presumono siano in possesso i vari governi.
Il 7 novembre 2011 la Casa Bianca, attraverso un comunicato ufficiale, a seguito di una petizione firmata da 5 000 americani, afferma che gli Stati Uniti non hanno nessuna prova dell'esistenza degli UFO.

### Le accuse di David Grusch
Il 26 luglio 2023, si è tenuta un'audizione della commissione della Camera dei Rappresentanti sugli UFO o UAP a cui parteciparono David Grusch, ex funzionario dell'Intelligence della United States Air Force, e due ex membri della United States Army, Ryan Graves e David Fravor. Durante l'udienza, David Grusch, ribattezzato "la talpa degli Ufo" e capo dell'analisi degli UAP all'agenzia del Dipartimento della Difesa fino al 2023, ha premesso che le sue dichiarazioni sono “basate su informazioni fornite da persone con una lunga esperienza di legittimità” e ha dichiarato di "essere certo" che il Governo federale sia in possesso di avvistamenti UFO e di essere stato informato di un programma del Pentagono “che andava avanti da decenni”, a cui, tuttavia, non aveva accesso: il programma è mirato a raccogliere e ricostruire i rottami di UAP precipitati. Grusch ha replicato, inoltre, che, molto probabilmente, gli Usa sono a conoscenza di attività "non umane" dal 1930.
Ryan Graves, fondatore del gruppo "Americans for Safe Aerospace", e David Fravor hanno sostenuto di aver visto, di persona, i velivoli extraterrestri. Tuttavia, il Dipartimento della Difesa ha negato tutte le accuse e ha fornito numerosi indagini governative che non hanno portato a nessun risultato circa l'esistenza di vita aliena e materiale extraterrestre.

## Presunti "rapimenti alieni"

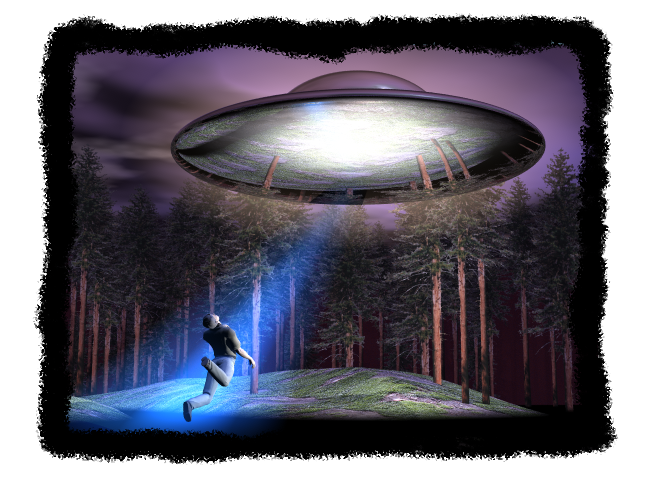
Immagine che ricostruisce il rapimento del taglialegna Travis Walton nel 1975, la cui vicenda ispirò il film Bagliori nel buio

I supposti casi di rapimento da parte di alieni riportati dalla letteratura ufologica sono anche definiti come "incontri ravvicinati del IV tipo", secondo una versione modificata della classificazione originariamente proposta dall'astronomo e ufologo Josef Allen Hynek. Gli ufologi li indicano anche con il termine inglese abduction. Esistono numerosi casi di persone che dichiarano di essere state rapite dagli alieni (abducted) e di essere state oggetto di analisi ed esperimenti anche molto invasivi. Tuttavia queste testimonianze non sono sostenute da prove e generalmente non sono considerate credibili. L'ipnosi regressiva, a cui certi investigatori ufologici hanno sottoposto i presunti rapiti, non costituisce una prova perché non può determinare se si sia trattato di fatti realmente accaduti o di falsi ricordi. In alcuni casi, i sedicenti rapiti mostrano delle cicatrici come prova del presunto rapimento subìto e di interventi chirurgici eseguiti dagli alieni; gli scettici fanno però osservare che in questo caso la medicina aliena sarebbe paradossalmente meno progredita di quella umana, dato che oggi i chirurghi riescono a eseguire molti interventi senza lasciare cicatrici apprezzabili. Alcuni scettici obiettano inoltre che sulla natura di tali cicatrici non risultano referti compilati da medici estranei all'ambiente ufologico.
Tra i presunti rapimenti alieni più conosciuti vi sono quello dei coniugi Hill avvenuto nel 1961, quello di Herbert Schirmer avvenuto nel 1967, il rapimento di Pascagoula avvenuto nel 1973, il rapimento di Travis Walton avvenuto nel 1975, il rapimento di Allagash avvenuto nel 1976 e il rapimento di Emilcin avvenuto nel 1978; i casi citati si sono verificati tutti negli Stati Uniti d'America con l'eccezione dell'ultimo, verificatosi in Polonia.

## Temi paraufologici
Per "temi paraufologici" o "argomenti correlati agli UFO" (in inglese UFO related phenomena) si intendono argomenti ed episodi che - anche a detta di organizzazioni ufologiche come il CUFOS - non sono necessariamente legati al fenomeno UFO per mancanza di sicure correlazioni, ma per i quali si tende tradizionalmente a ipotizzare, tipicamente in maniera fantasiosa e non scientifica - ovvero in assenza di sufficienti prove - una causa o un coinvolgimento extraterrestre. Questi temi sono molto sfruttati nella letteratura popolare.

### Area 51

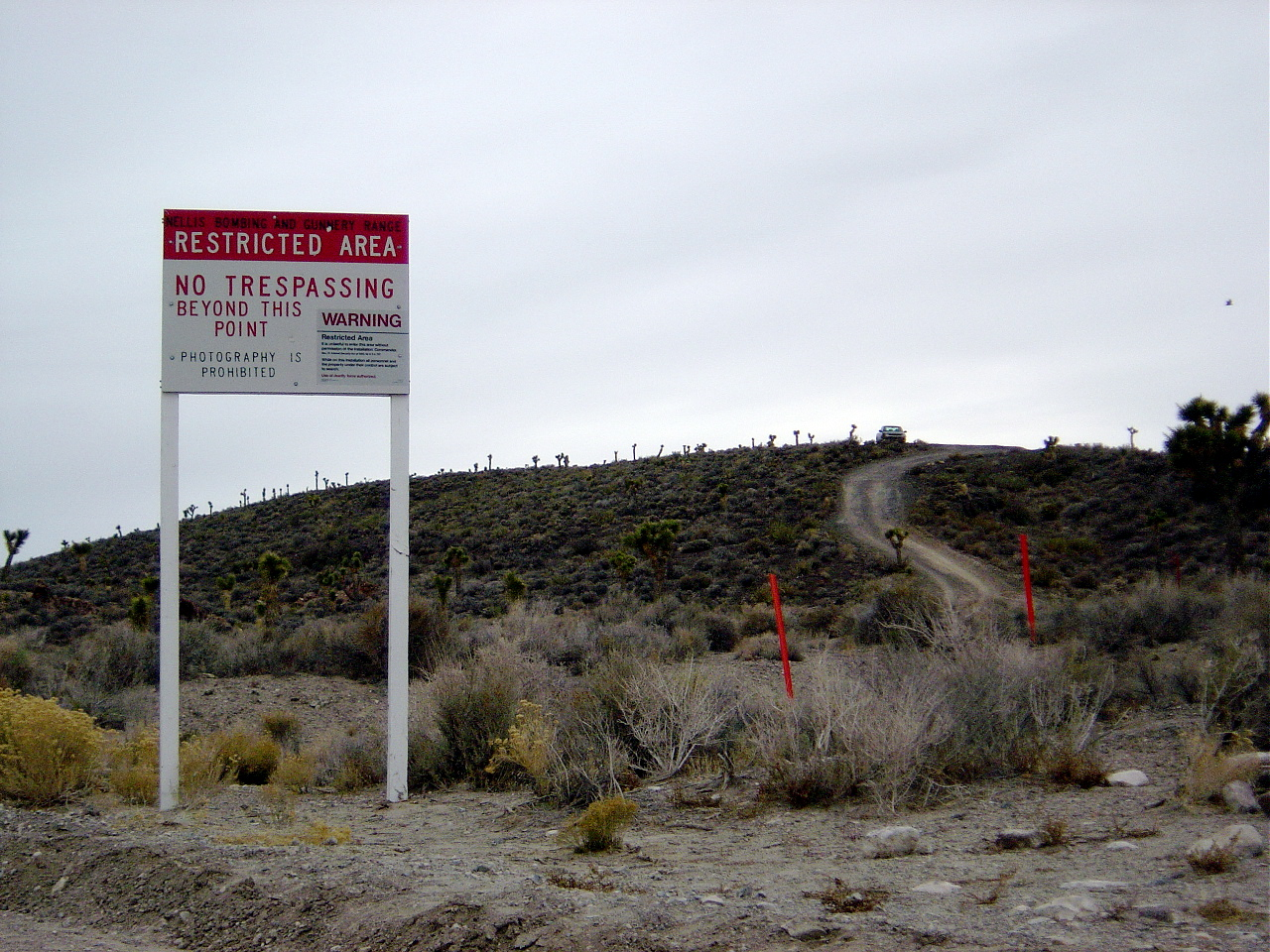
Un cartello di segnalazione che delimita l'Area 51

Tra coloro che ritengono che gli UFO siano di provenienza extraterrestre gode di una certa notorietà la base militare statunitense denominata Area 51, nel deserto del Nevada in cui si dice siano contenute le prove (navi spaziali rinvenute a Roswell o forse addirittura i corpi dell'equipaggio) delle visite di alieni sulla Terra, e che vi si svolga (o vi si sia svolto) un programma di retroingegneria sugli UFO, volto alla sperimentazione di nuovi velivoli. Gli scettici affermano invece che tali avvistamenti sono imputabili solo alla sperimentazione di nuovi mezzi militari americani (come ad esempio gli aerei Stealth), talvolta caratterizzati da forme insolite.
La cosiddetta Area 51 è parte di una vasta zona militare (la Nellis Air Force Base) operativa situata a circa 150 km a nord-ovest di Las Vegas, nel sud dello Stato statunitense del Nevada. Nonostante sia situata nella vasta regione appartenente alla Nellis Air Force Base, le strutture nei pressi del Groom Lake sembrano essere gestite come se fossero un distaccamento dell'Air Force Flight Test Center della base aerea di Edwards nel deserto del Mojave e, come tale, la base è nota con il nome di Air Force Flight Test Center (Detachment 3)[1][2].
Gli elevati livelli di segretezza che circondano la base e il fatto che la sua esistenza sia solo vagamente ammessa dal governo statunitense ha reso questa base un tipico soggetto delle teorie del complotto e protagonista del folclore ufologico.
Nel 1989, Bob Lazar, affermando di essere un fisico e di aver lavorato presso l'Area 51, ha raccontato in diverse interviste televisive di località segrete sotterranee dove si studierebbero mezzi di trasporto alieni e di medici che hanno effettuato autopsie su cadaveri alieni. A confermare ciò, diffuse anche alcuni video trasmessi da alcune TV americane, poi dichiarati dei falsi. Secondo Lazar gli UFO sarebbero alimentati da generatori elettrici ad antimateria (Ununpentio) che attiverebbero dei motori antigravità a curvatura, tecnologie al momento relegate alla fantascienza.

### Satellite Black Knight
Diversi ufologi, autori di pseudoscienza e fautori di teorie del complotto sono convinti dell'esistenza di un misterioso oggetto di origine aliena situato in orbita attorno alla Terra. Essi sostengono che quest'oggetto, chiamato "satellite Black Knight", sia già stato avvistato varie volte dall'aviazione militare e dalla marina statunitense negli anni cinquanta e sessanta. Il "Black Knight" sarebbe stato identificato come un "artefatto alieno" di ben 13 000 anni e la NASA sarebbe impegnata nel tentativo di nasconderne l'esistenza e l'origine.
Nel 1998 venne fotografato durante la missione STS-88 un misterioso oggetto orbitante vicino ai poli, che fu identificato con il "satellite Black Knight". È tuttavia più probabile che le fotografie ritraggano una coperta termica persa durante un EVA (attività extraveicolare).

### Base segreta sulla Luna
Negli ultimi anni, dalle dichiarazioni di George Bush di costruire una base sulla Luna entro il 2020, gli ufologi hanno azzardato ipotesi secondo le quali il governo degli Stati Uniti intenderebbe in realtà predisporre, cosa che altre ipotesi del tutto prive di fondamento ritengono già avvenuta, delle armi per difendersi da eventuali invasioni aliene o delle navi cargo per commerciare con gli extraterrestri.
Queste ipotesi sono state alimentate anche dalle affermazioni di Paul Hellyer, un politico canadese che, a margine delle riunioni della NATO cui partecipava quale ministro della difesa, ha dichiarato di ritenere reale e attuale il problema, anche militare, del rapporto fra umani e alieni.

### Triangolo delle Bermude
Zona dell'oceano Atlantico compresa tra il largo della Florida e l'arcipelago delle Bermude, presunto teatro di naufragi e sparizioni di un numero imprecisato di navi e aeromobili che si sono verificate dal 1800 in poi, dando adito a numerosa letteratura nonché filmografica, citando il trattato di Charles Berlitz Bermuda, il triangolo maledetto, che attribuirebbe l'origine di tali sinistri a fenomeni del cosiddetto paranormale o un'ingerenza extraterrestre.
In realtà il numero di incidenti "misteriosi" nel triangolo non è affatto superiore a quello di una qualsiasi altra regione ad alta densità di traffico aeronavale: come confermato dalla Guardia costiera degli Stati Uniti, l'incidentalità è nella norma per la quantità di traffico e molti degli incidenti avvenuti sono derivati da normali cause fisiche e meccaniche.

### Cerchi nel grano

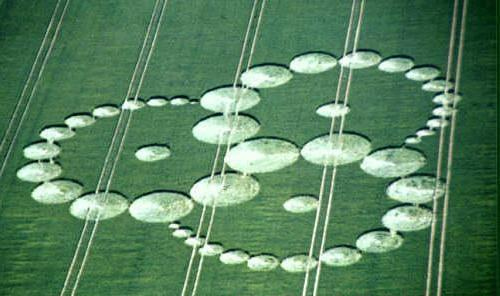
Cerchi nel grano

I cerchi nel grano (in inglese crop circles) o agroglifi sono aree di campi di cereali, o di coltivazioni simili, in cui le piante appaiono appiattite in modo uniforme, formando così varie figure geometriche (talvolta indicate come "pittogrammi") ben visibili dall'alto. A seguito del numero crescente di apparizioni di queste figure (soprattutto in Inghilterra) a partire dalla fine degli anni settanta del Novecento, il fenomeno dei crop circles è diventato oggetto d'interesse popolare e d'indagine per determinare la genesi di queste figure. Varie ipotesi sono state avanzate per spiegare la creazione di tali figure: dalla spiegazione naturale (ovvero che si tratti di figure create dall'uomo, principalmente come burla o manifestazione artistica), verificata anche sperimentalmente, all'ipotesi paranormale o ufologica.

### Le linee di Nazca

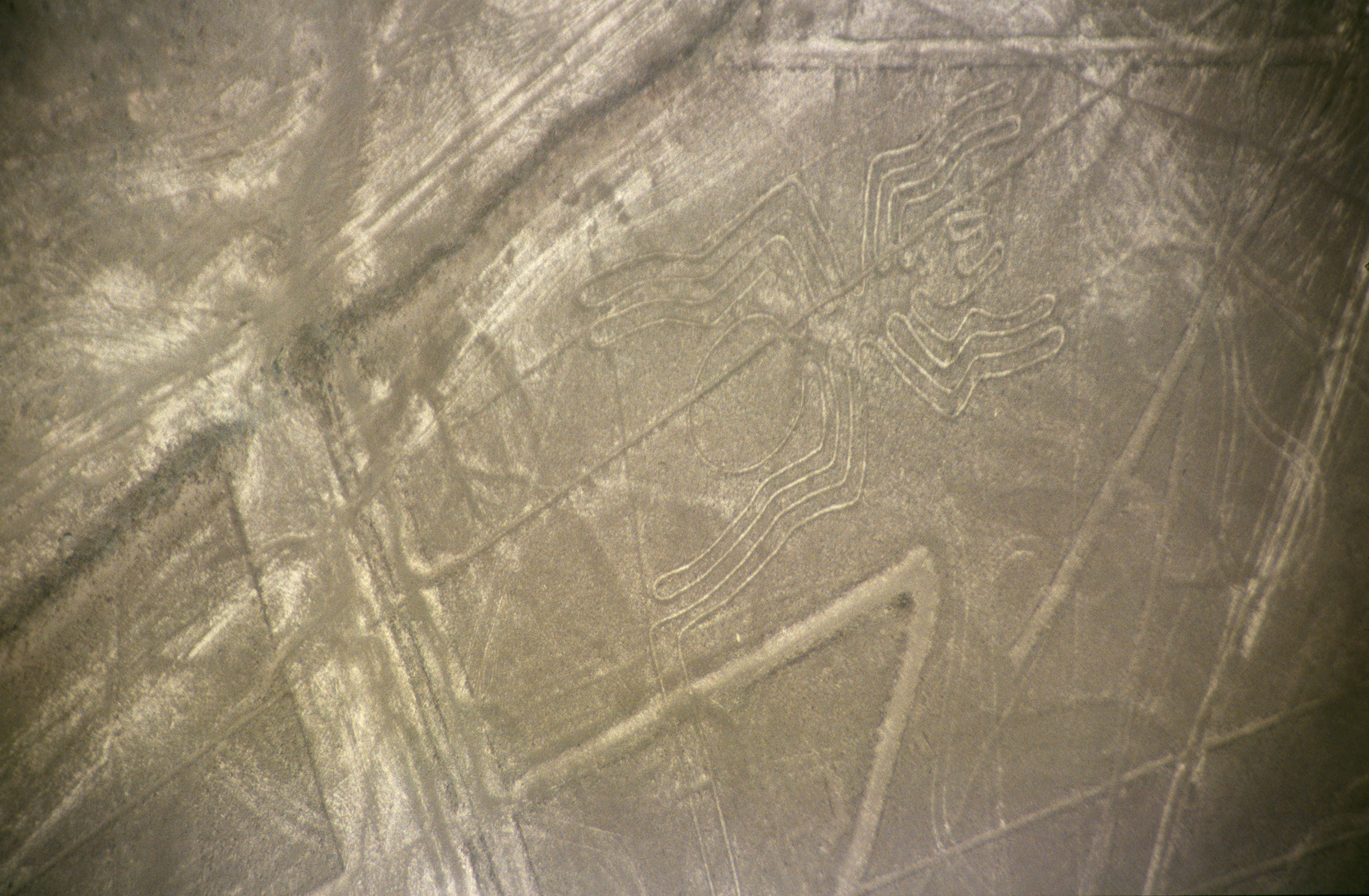
Il misterioso disegno del ragno

L'altopiano di Nazca si trova nel sud del Perù e copre circa 500 km2. Nonostante sia formato di sabbia e argilla e sia un luogo arido, cela uno degli enigmi mai risolti dell'archeologia mondiale.
Nel 1920, un pilota dell'aviazione peruviana, mentre sorvolava Nazca, notò strani segni incisi sul terreno: erano una serie di linee lunghe diversi chilometri che rappresentavano disegni astratti, persone o animali. Ma la cosa più strabiliante era che, da terra, sembravano semplici linee sulla sabbia, come se per realizzarle fosse stato necessario volare.
In realtà i soggetti possono essere riconosciuti anche da terra, in particolare le figure più piccole come la balena, lunga 30 m. Joe Nickell, che ha riprodotto il geoglifo del condor nel Kentucky tramite l'utilizzo di assi di legno e un miglio di spago, ha affermato: «Con il nostro condor siamo stati in grado di vedere vaste porzioni [...] a sufficienza per determinare che la figura era ragionevolmente accurata anche prima di sorvolarla. [...] Un osservatore sarebbe stato in grado di riconoscerla per un uccello.»
Tra le immagini più enigmatiche c'è un ragno di una specie che vive nell'Amazzonia, a migliaia di chilometri da Nazca, lungo solo 8 millimetri. La sua descrizione è talmente accurata da mostrare un organo riproduttivo, sotto la zampa destra, osservabile solo col microscopio.
Alcuni autori di fantascienza immaginano perciò che gli alieni, venuti in un passato lontano a istruire la civiltà ivi vivente, insegnarono a essa l'uso di macchine altamente sofisticate e che, per rendere più facile il ritorno, la istruirono a realizzare disegni controllandoli dall'alto, in modo da avere vere e proprie piste di atterraggio.
Secondo gli ufologi il mistero delle linee di Nazca sarebbe risolto considerando separatamente le linee dritte da quelle animali. Le prime sarebbero state fatte dagli Anunnaki guidati da Viracocha/Quetzalcoatl/Thot/Ningishzida e da Ninurta come piste di atterraggio per le navi-trasporto dell'oro. Le seconde sarebbero state fatte successivamente dagli Indios Nazca per propiziarsi gli dei in modo che fossero visibili dal cielo (loro luogo di provenienza) e perché facessero anche da percorsi di preghiera.

### Mutilazioni del bestiame
Le mutilazioni misteriose del bestiame, che alcuni ritengono opera di alieni, sarebbero riconducibili a cause naturali (insetti, predatori, autolisi degli organi interni) o a cause umane. In particolare, si ritiene che parte delle mutilazioni avvenute in Sudamerica sarebbero opera di organizzazioni malavitose, con finalità intimidatorie verso gli allevatori.

## Narrativa

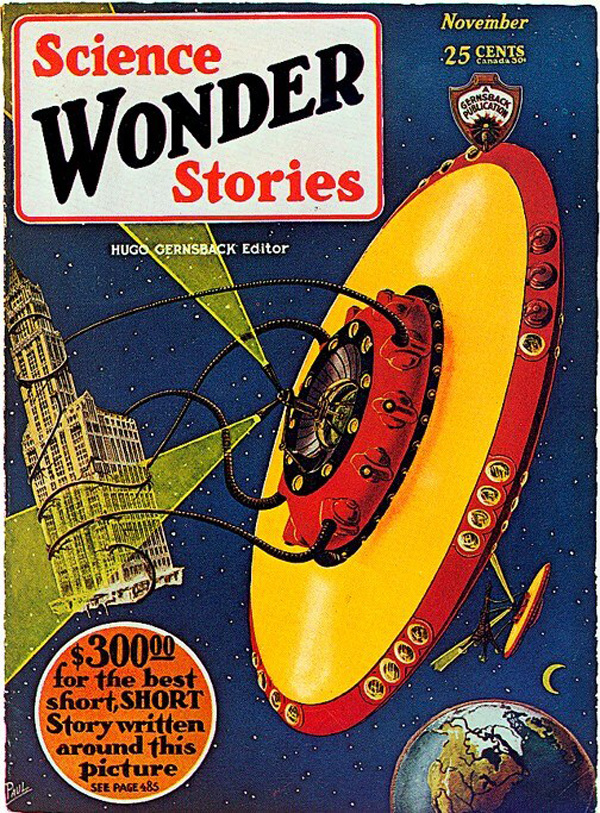
Dischi volanti sulla copertina della rivista Science Wonder Stories (novembre 1929)

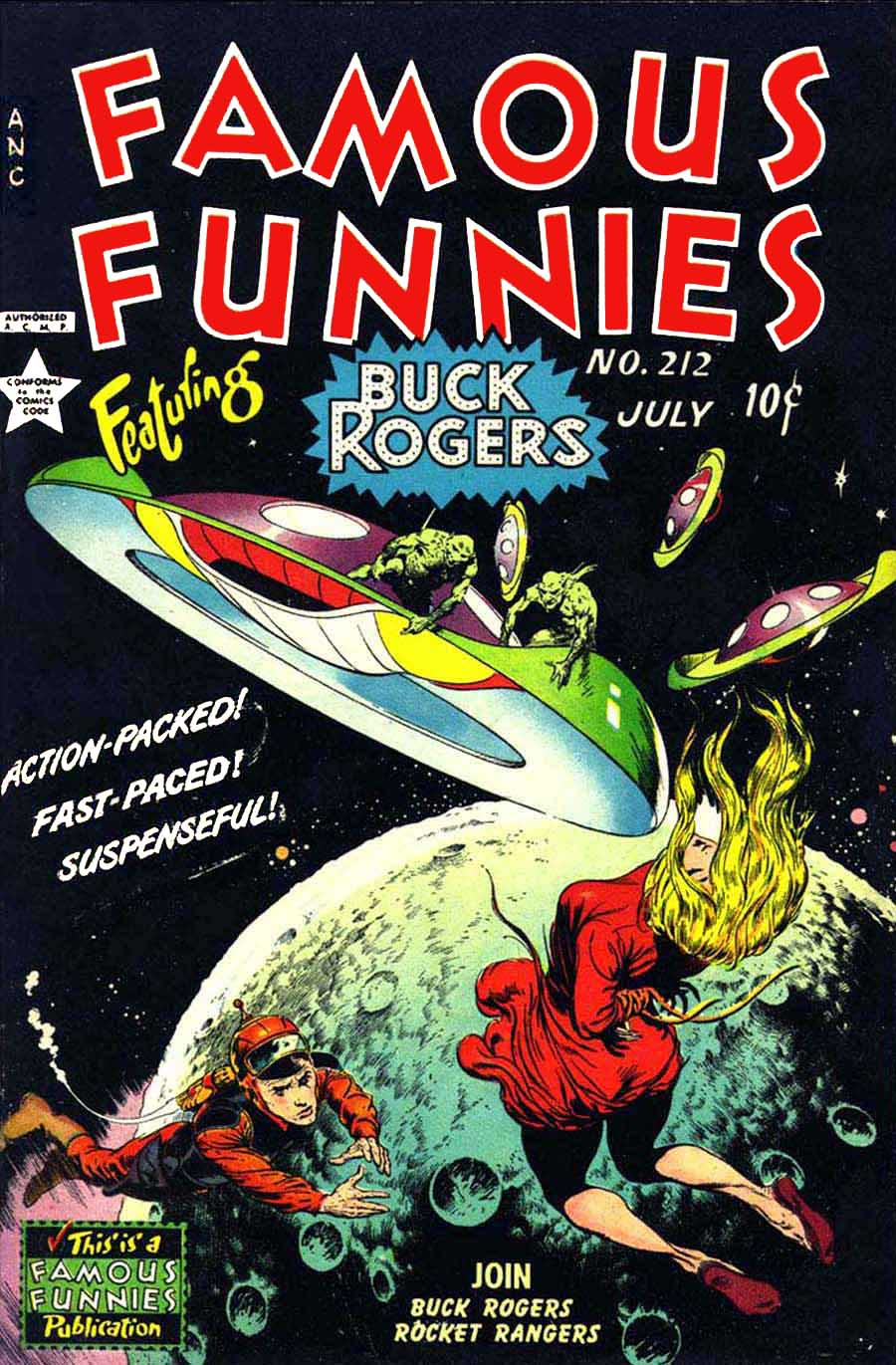
Dischi volanti sulla copertina della rivista Famous Funnies (luglio 1954)

Opere letterarie di fantascienza incentrate sul tema degli UFO (avvistamenti di UFO, rapimenti alieni, ecc., non semplicemente film in cui sono presenti alieni o astronavi, per i quali si veda la voce Extraterrestri nella fantascienza).
- The Green Man, romanzo di Harold Sherman (1946, su Amazing Stories) e il suo seguito The Green Man Returns (1947), dove un messia dalla pelle verde discende sulla Terra da un disco volante.
- Il campo degli UFO (Seed of The Gods, 1974) di Zach Hughes[168]
- La doppia faccia degli UFO o L'enigma dei visitatori (Miracle Visitors, 1978) di Ian Watson[169], romanzo che riepiloga le disparate teorie sugli UFO e ne propone una reinterpretazione.
- Beyond the skies (UFO & Alieni) di Adler James Stark, è una serie di romanzi che inizia con "The Contact (Beyond the skies (UFO & Alieni) Vol.1"; pubblicato nel 2016, la serie propone un'unica storia che spazia dall'UFO crash di Roswell e l'Area 51, alle teorie del complotto, vicende storiche, contatti, esperimenti di vario genere e un'ipotetica invasione.

## Filmografia

### Cinema

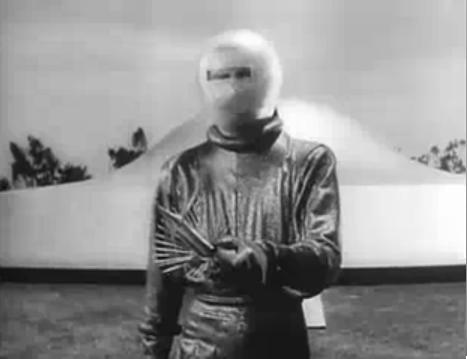
Scena del film Ultimatum alla Terra

Alcuni film rappresentativi che trattano, in maniera specifica, il fenomeno ufologico (avvistamenti, incontri ravvicinati e i rapimenti). Per film in cui sono presenti alieni in generale, si veda invece la voce Extraterrestri nella fantascienza; per le invasioni si veda Invasione aliena.
- Ultimatum alla Terra (1951)
- La guerra dei mondi (1953)
- Destinazione... Terra! (1953)
- La Terra contro i dischi volanti (1957)
- Il disco volante (1964)
- Incontri ravvicinati del terzo tipo (1977)
- Alien (1979)
- E.T. l'extra-terrestre (1982)
- Cocoon - L'energia dell'universo (1985)
- Space Vampires (1985)
- Aliens - Scontro finale (1986)
- Starman (1986)
- Cocoon - Il ritorno (1988)
- Essi vivono (1988)
- Alien Nation (1988)
- Communion (1989)
- Alien³ (1992)
- Bagliori nel buio (1993)
- Mars Attacks! (1996)
- Independence Day (1996)
- The Arrival (1996)
- Men in Black (1997)
- Contact (1997)
- Alien - La clonazione (1997)
- Men in Black II (2002)
- Signs (2002)
- L'acchiappasogni (2003)
- InvaXön - Alieni in Liguria (2004)
- Alien vs. Predator (2004)
- La guerra dei mondi (2005)
- Aliens vs. Predator 2 (2007)
- Ultimatum alla Terra (2008)
- Indiana Jones e il regno del teschio di cristallo[170] (2008)
- Piacere Dave (2008)
- Mostri contro alieni (2009)
- District 9 (2009)
- Planet 51 (2009)
- Il quarto tipo (2009)
- Segnali dal futuro (2009)
- Skyline (2011)
- Super 8 (2011)
- Paul (2011)
- 6 giorni sulla Terra (2011)
- Men in Black 3 (2012)
- Dark Skies - Oscure presenze (2013)
- L'era glaciale - In rotta di collisione (2016)
- L'immensità della notte (2019)
- Alien: Romulus (2024)

### Serie televisive

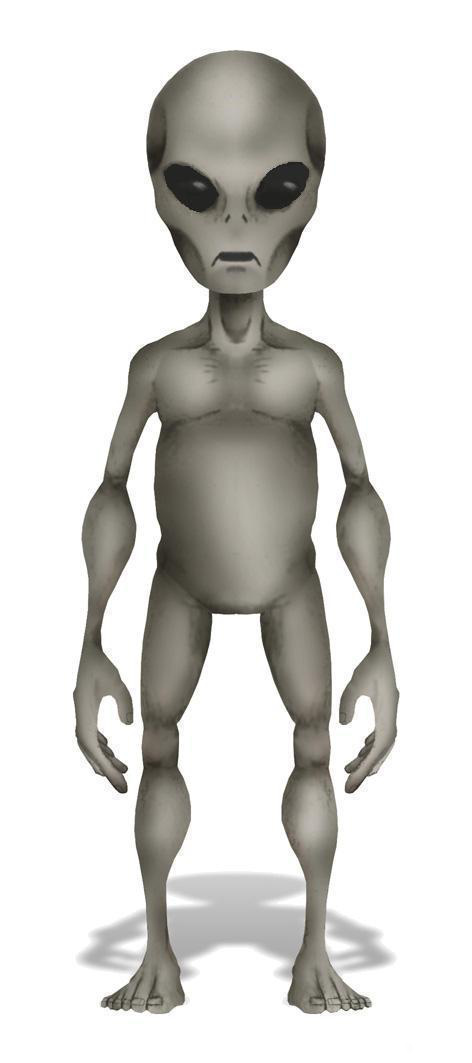
Rappresentazione di un grigio, un tipo di alieno descritto nell'immaginario pseudoscientifico ufologico e nella fiction

Alcune serie televisive di fantascienza che hanno per tema principale gli UFO:
- 4400 (The 4400)
- Alien Nation
- Le fantastiche avventure dell'astronave Orion (Raumspatrouille)
- The Tommyknockers - Le creature del buio (The Tommyknockers), miniserie, 1993
- Dark Skies - Oscure presenze (Dark Skies)
- Una famiglia del terzo tipo (3rd Rock from the Sun)
- Gli invasori (The Invaders)
- Invasion
- Megaloman (Megaroman)
- Pianeta Terra: cronaca di un'invasione (Earth: Final Conflict)
- Power Rangers (The Power Rangers)
- Project UFO
- Roswell (film TV, 1994)
- Roswell (serie televisiva)
- Seven Days
- Smallville
- Stargate SG-1
- Starman
- Taken
- Futurama
- Keroro
- Invader Zim
- Threshold
- UFO (UFO)
- V - Visitors (miniserie televisiva 1983), (1984) (V, V - The final battle)
- Visitors (V)
- X-Files (The X-Files)
- Falling Skies (2011)
- Enigmi alieni
- A caccia di UFO
- Alieni nuove rivelazioni